# Lista postaci z serii filmów Shrek
Lista postaci z serii filmów Shrek – spis postaci występujących w jednej lub więcej części filmów o Shreku.

## Postacie główne

### Shrek
Shrek (org. Mike Myers, w polskiej wersji: Zbigniew Zamachowski) to tytułowa postać występująca we wszystkich filmach. Jest wielkim, zielonym, skłonnym do awantur ogrem mieszkającym na bagnie, którego wszyscy się boją. Nosi szeroką, białą, niechlujną bluzę, brązową kamizelkę, buty, pas i obcisłe getry w kratkę. Cechą charakterystyczną ogra jest głośny ryk, którego początkowo wszyscy się boją, a później wszyscy pożądają. Gdy poznaje Osła, udają się razem do Lorda Farquaada, który nakazuje im uwolnić Fionę ze smoczej wieży. Gdy to już się staje, ogr i księżniczka zakochują się w sobie. Ostatecznie ślub Fiony i Farquaada zostaje przerwany przez Shreka, który wyznaje królewnie miłość. Po ich ślubie ogr staje się największym idolem ludu. W trzeciej części na świat przychodzą dzieci Shreka – trojaczki Felicja, Fergus i Farkle. Shrek jest postacią, która nigdy nawet nie obchodziła świąt, wobec czego jego antyspołeczne zachowanie jest dość zrozumiałe, ale zawsze potrafi wykazać się wielkim sercem.
21 maja 2010 roku Shrek otrzymał własną gwiazdę na Hollywood Walk of Fame. Imię postaci wzięło się z niemieckiego słowa „Schreck”, oznaczającego „terror”.
Zachowanie Shreka w stosunku do przyjaciół było dosyć zrozumiałe, gdyż wielokrotnie przez nich ucierpiał. Jest postacią, która najwięcej, bo aż czterokrotnie, została boleśnie uderzona przez nich lub z ich powodu w narządy płciowe: raz podczas ratowania Fiony z wieży, gdzie zjeżdżając po kamiennej zjeżdżalni, wpadł we wgłębienie znajdujące się w niej, a wówczas trzymał w rękach Fionę i Osła, przez co nie mógł się ochronić ani ukoić bólu, dwa razy brutalnie kopnięty przez Osła (raz przypadkowo podczas walki z Kotem i raz gdy chciał udowodnić, że nie jest ogrem, a to tylko kostium, w którym nic nie czuje) oraz raz przez Pinokia (gdy w jego uchu siedział świerszcz, który kazał mu robić złe rzeczy). Działo się to jeszcze zanim narodziły się jego dzieci, co było tym bardziej niebezpiecznie, gdyż mógł stać się bezpłodny. Był nawet zagrożony śmiercią, po brutalnym poparzeniu podczas Świąt Bożego Narodzenia czy uwięziony przez Księcia z Bajki w celu zabicia go na oczach mieszkańców Zasiedmiogórogrodu. Poza tym nigdy wcześniej nie miał przyjaciół, a wszyscy dookoła oceniali go zawsze tylko po wyglądzie, wobec czego niektóre przyjacielskie zachowania były dla niego obce.

### Osioł
Osioł (org. Eddie Murphy, w polskiej wersji: Jerzy Stuhr) to nieduży gadający osioł i najlepszy przyjaciel Shreka. Jego pysk nigdy nie chce się zamknąć. Jest irytujący, ale ma ogromne serce i jest w stanie zrobić dla Shreka wszystko. Udaje się mu uciec z rąk Lorda Farquaada i po spotkaniu ze Shrekiem, sprowadza na jego bagno całą resztę baśniowych postaci. Shrek chcąc sprowadzić ich tam skąd przyszli, idzie do Farquaada, który rozkazuje mu uratować Fionę. Podczas ratowania królewny, Osioł jako pierwszy odnajduje ziejącego ogniem smoka, który okazuje się być Smoczycą. Niespodziewanie zwierzęta zakochują się w sobie. Pod koniec drugiej części na świat przychodzą ich dzieci – Smosiołki (krzyżówka smoka i osła). Osioł nie odstępuje Shreka nawet na krok, towarzyszy mu w każdej wyprawie, a jego ciągłe gadanie, które niby to denerwuje Shreka, prawdopodobnie podnosi go na duchu.
Osioł to karykatura dzielnego rumaka, podobnie jak Shrek księcia z bajki. Jednocześnie jest postacią baśniową, o czym świadczy to, że był jedną z osób wyrzuconych przez Farquaada, a w tym gronie znajdywały się jedynie postacie z baśni. Nie wiadomo jednak z jakiej baśni pochodzi. Na początku pierwszej części zostaje sprzedany na targu baśniowych postaci Lorda Farquaada przez starą właścicielkę. Z kolei w drugiej części opowiedział o tym jak został sprzedany za ziarna magicznej fasoli (nawiązanie do baśni Jaś i magiczna fasola, w którym oryginalnie sprzedana zostaje krowa), zaś później Krzyś i Prosiaczek chcieli mu przeszczepić ogon (wówczas przypomina to sytuację Kłapouchego z Kubusia Puchatka).
Osioł jest najczęściej przyczyną tego, że Shrek wpada w tarapaty. To właśnie on pierwszy poznał Shreka i przyprowadził na jego bagno inne baśniowe postacie. Dwukrotnie boleśnie kopnął ogra z nadmierną siłą w uwypuklone w getrach genitalia, a także raz, przez to że Shrek trzymał go w rękach, nie mógł ukoić bólu, po uderzeniu w to samo miejsce. W Shrek Forever, gdyby nie polizał gofrów, Shrek nie trafiłby do ogrzego rezerwatu. Mimo wszystko, Shrek nie wyobraża sobie kolejnych przygód bez jego udziału.
Magazyn filmowy Empire umieścił Osła na 21. miejscu listy „50 najlepszych postaci filmów animowanych”.

### Królewna Fiona
Królewna Fiona (org. Cameron Diaz, w polskiej wersji: Agnieszka Kunikowska) to córka króla Harolda i królowej Lilian – władców Zasiedmiogórogrodu. Ma piękne, długie włosy, splecione w warkocz. Gdy była małą dziewczynką, wiedźma rzuciła na nią urok. Z tego powodu królewna co noc zmienia się w zieloną ogrzycę, taką samą jak Shrek. Królewna nie jest zadowolona, kiedy okazuje się, że z zamku uwolnił ją ogr, a nie książę. Podczas powrotu do zamku Farquaada, zaczyna jednak coś czuć do potwora. Ostatecznie, twierdząc, że nie ma wyjścia, decyduje się na ślub z Farquaadem, mimo że go nie kocha. Zaślubiny przerywa Shrek, który wyznaje księżniczce miłość. Wówczas zachodzi słońce, a wtedy Fiona zmienia się w ogrzycę. Po pocałunku ze Shrekiem, staje się ogrzycą już na zawsze. W drugiej części poznaje rodziców. Jej ojciec nie jest przekonany co do wyglądu córki, akceptuje go dopiero pod koniec filmu, zaś matka cieszy się szczęściem córki. W trzeciej części na świat przychodzą dzieci ogrów – trojaczki Felicja, Fergus i Farkle. W czwartej części filmu, w alternatywnym świecie, jest wojowniczką, która samodzielnie uwolniła się z wieży i wciąż jest królewną za dnia. Ma rozpuszczone włosy i pracuje w ogrzym rezerwacie.
Fiona jest karykaturą bezbronnej królewny. W rzeczywistości potrafi sobie poradzić w trudnych sytuacjach, gdyż pokonała całą bandę Robin Hooda. Jej śpiew powoduje, że ptaki wybuchają. Fiona, przez to że nie do końca jest ogrem, zachowuje się inaczej niż jej mąż. Jest bardziej przyjacielska i dobroduszna, nawet w momencie, gdy chciałaby pobyć ze Shrekiem sama, jest otwarta i wszystkich serdecznie przyjmuje. Nie zmienia to jednak faktu, że odpowiadają jej życie na bagnie, żywienie się szczurami, czy błotne kąpiele.

### Kot w butach
Kot w butach (org. Antonio Banderas, w polskiej wersji: Wojciech Malajkat), zwany również Puszkiem, to współpracownik Shreka. Jest rudy i bardzo honorowy. Mówi w sposób elegancki, kulturalny i czarujący, z hiszpańskim akcentem. Nosi czarny kapelusz, pas, pelerynę i zamszowe buty, które są jego atrybutem. Poza tym jest w posiadaniu miecza, którym walczy, a także podpisuje się, pisząc literę „P” – pierwszą literę słowa puszek (podobnie jak Zorro pisał literę „Z”). Zawsze mówi do Shreka „szefie”. Posiada cechy zarówno zwierzęce (np. ciało kota, kłaczki, lizanie się), jak i ludzkie (np. wyprostowana postawa, możliwość mówienia i chodzenia). Ponadto, jest w posiadaniu kocimiętki, która w filmie jest parodią marihuany.
Po raz pierwszy pojawia się w drugiej części, kiedy to ojciec Fiony wynajmuje płatnego pogromcę ogrów, którym okazuje się być właśnie Kot w butach. Ostatecznie do zabójstwa nie dochodzi, Kot, przestraszony tym, że Shrek chce go wykastrować, zaczyna mydlić ogra oczami, po czym ten postanawia przygarnąć go do swojej drużyny. Od tamtej pory, Puszek również towarzyszy Shrekowi w każdej jego wyprawie. Często obezwładnia swoich rywali, swoim spojrzeniem, kiedy to właśnie robi „mydlane oczy”, które urzekają każdego. W trzeciej części jego postać pojawia się niemalże przez cały film, jednak nie wnosi nic znaczącego, zaś w czwartej części, w alternatywnym świecie, jest otyłym i leniwym pupilkiem Fiony, który nie walczy i nie nosi butów, a cały dzień się wyleguje.
Kot w butach wzorowany jest na tytułowej postaci baśni Kot w butach, a także na głównych postaciach z filmów Maska Zorro i Desperado. W obie postaci wcielał się Antonio Banderas, który również dubbingował Kota w oryginalnej wersji Shreka.
W 2011 roku powstał osobny film o postaci – Kot w butach. Od 2015 roku tworzony jest również serial Przygody Kota w butach, z jego udziałem w roli głównej.

## Postacie drugoplanowe

### Smoczyca
Smoczyca (org. Frank Welker, wersja polska: Anna Apostolakis) to smok koloru rubinowego, który pojawia się w pierwszej części jako ziejący ogniem stwór, chroniący wysokiej wieży, w której zamknięta jest księżniczka Fiona. Tym samym Smoczyca utrudnia Shrekowi i Osłu uratowanie królewny. Osioł starając się ją rozproszyć, zaczyna ją komplementować. Ona się w nim zakochuje, a on wówczas dowiaduje się, że ona jest kobietą. Ostatecznie Shrek, Osioł i Fiona wydostają się z zamku, a Smoczyca zostaje uwięziona – przykuta łańcuchem od żyrandola, który Shrek związuje jej na szyi. Nie wiadomo w jaki sposób, później uwalnia się i spotyka samotnego Osła w lesie. Wówczas Smoczyca staje po stronie dobra i pomaga Shrekowi dostać się na ślub Fiony i Lorda Farquaada, gdzie pożera złego władcę Duloc. Następnie pojawia się na ślubie Fiony i Shreka, gdzie flirtuje z Osłem.
W Shrek 4-D, Smoczyca pomaga Shrekowi i Osłu uratować porwaną przez ducha Lorda Farquaada Fionę, zanosząc ich na swoim grzbiecie w jej stronę. Następnie ratuje całą trójkę, gdy ci spadają z wodospadu i ostatecznie pokonuje Farquaada, zionąc ogniem w jego stronę.
Postać nie pojawia się przez cały film Shrek 2. Na początku filmu Osioł wspomina o jej wahaniach nastroju. Po napisach końcowych, okazuje się, że było to wynikiem ciąży, gdyż Smoczyca przylatuje do Zasiedmiogórogrodu, przedstawiając Osłu ich nowo narodzone dzieci – Smosiątka (krzyżówka osła i smoka).
W Shrek Trzeci, Smoczyca nie odgrywa ważnej roli. Spędza czas wraz z Fioną i księżniczkami na zamku, kiedy Książę z Bajki na niego napada. Wówczas Smoczyca zostaje splątana w sieć. Uwalniają ją Kot i Osioł, dzięki czemu Smoczyca ratuje Shreka przed śmiercią i zabija Księcia z Bajki, zrzucając na niego wielką wieżę.
W Pada Shrek, Smoczyca jest jednym z nieproszonych gości na świętach u Shreka.
W Shrek Forever, Smoczyca zanosi Osła, Kota Shreka, Fionę i ich dzieci do Zasiedmiogórogrodu, na urodziny ogrzątek. W alternatywnym świecie, jest własnością Rumpelstiltskina i walczy ze Shrekiem i Fioną, ale ci związują ją łańcuchami. Gdy Shrek wraca do realnego świata, urządza przyjęcie na swoim bagnie, gdzie Smoczyca się pojawia.

### Ciastek
Ciastek (org. Conrad Vernon, wersja polska: Tomasz Bednarek) to ludzik z piernika wielkości dłoni, który potrafi chodzić i mówić, ale wyłącznie falsetem. Potrafi szybko biegać. Na brzuchu ma trzy lukrowane guziczki, które są dla niego najważniejsze. Odkąd jest przyjacielem Shreka, bardzo często pomaga mu w tarapatach.
W Shrek, jemu jedynemu nie udaje się uciec od Farquaada, który rozkazuje Teloniuszowi go torturować. Wówczas Ciastek jest topiony w mleku, a jego nogi zostają oderwane. Ostatecznie zdenerwowany Farquaad wyrzuca go do kosza na śmieci. Następnie pojawia się już dopiero pod koniec, kiedy to zostaje przyjacielem Shreka.
W Shrek 4-D, Ciastek buduje sobie piękny dom z piernika, który później niszczą mu Shrek i Osioł. Ciastek grozi im sądem i radzi im, aby się ubezpieczyli, ale uderza w drzewo i odłamują mu się oczy i usta.
W Shrek 2, Ciastek jest przedstawiony jako postać wyrywna i niecierpliwa. Wraz z innymi baśniowymi postaciami, zamieszkuje na bagnie Shreka, gdzie od razu zaczynają urządzać imprezę. Widząc pojmanego Shreka w TV, biegną mu na pomoc. Jako że Pinokio splątuje się linami, podczas zlatywania do lochu, Ciastek zjeżdża na linach w dół i wdrapuje się po jego nosie, by uwolnić Shreka, Osła i Kota. Ponadto, zaprowadza Shreka do młynarza, aby ten upiekł gigantycznego ludzika z piernika, dzięki któremu mógłby szybko dotrzeć na zamek. Wówczas widać, że Ciastek blisko związuje się z nim i traktuje go trochę, jak starszego brata, gdyż chciał nawet razem z nim zatonąć, ale nie pozwolił na to Pinokio.
W Shrek Trzeci, gdy Fiona i księżniczki uciekają tajnym korytarzem, a Książę z Bajki atakuje zamek, baśniowe postacie udają, że wszystko jest w porządku. Kapitan Hak zaczyna przymuszać Ciastka do powiedzenia prawdy, grożąc odcięciem mu głowy swoim hakiem, a wtedy Ciastek przypomina sobie wspomnienia z młodości. Dzięki temu możemy się dowiedzieć, że skończył studia, ożenił się i trafił do więzienia. Ostatecznie Ciastek zostaje pojmany przez Księcia i użyty w cukierni, lecz ratują go Kot i Osioł. Ciastek pojawia się też pod koniec filmu, gdy wraz z innymi ratuje Shreka przed śmiercią.
W Pada Shrek, Ciastek jest jednym z nieproszonych gości na świętach u Shreka. Potem opowiada historię, która rzekomo mu się kiedyś przytrafiła w czasie świąt. Był wówczas na randce ze swoją ówczesną dziewczyną, a oboje służyli jako ciastka zostawione dla Świętego Mikołaja, który później nadchodzi i zjada jego partnerkę na jego oczach. Od tamtej pory, Ciastek panicznie boi się Świętego Mikołaja. Pod koniec filmu, gdy widać nadlatującego Mikołaja, Ciastek z krzykiem ucieka do domu Shreka.
W Shrek Forever, Ciastek pojawia się na urodzinach ogrzątek, a w alternatywnym świecie jest przedstawiony jako gwałtowny i niepohamowany wojownik, zabijający żywe piernikowe zwierzęta, podobnie jak niegdyś gladiatorzy, ryzykując własne życie. Ma na sobie nawet podobny strój oraz ułamania na twarzy, oznaczające blizny po bitwach. Próbował także zaatakować Shreka, mimo że jest od niego dużo mniejszy. Ostatecznie zostaje zjedzony przez otyłego Puszka. Gdy Shrek wraca do realnego świata, urządza przyjęcie na swoim bagnie, gdzie Ciastek się pojawia.
W Shrek ma wielkie oczy, Ciastek jest jednym z uczestniczących w zabawie na zamku Farquaada. Opowiada wówczas zmyśloną historię, pt. „Narzeczona Ciastka” (parodia Narzeczonej Frankensteina), o tym jak młynarz upiekł mu dziewczynę, ale Ciastek dosypał za dużo cukru, wobec czego dziewczyna otaczała go za dużą miłością. Ciastek wrzucił ją do działającej maszyny, w której upiekły się kolejne setki takich samych dziewczyn, które ostatecznie go zjadły. Gdy prawda wychodzi na jaw, że historia nie jest prawdziwa, Ciastek ze wstydu ucieka.

### Pinokio
Pinokio (org. Cody Cameron, wersja polska: Jarosław Domin) to żywa kukiełka z powieści Carla Collodiego o tym samym tytule. Kiedy kłamie, jego nos się wydłuża. Jego największym marzeniem jest bycie prawdziwym chłopcem. Odkąd jest przyjacielem Shreka, bardzo często pomaga mu w tarapatach.
W Shrek, Pinokio zostaje sprzedany przez Geppetta dla armii Farquaada za 5 szylingów. Gdy Farquaad wszystkich wyrzuca, Pinokio wraz z innymi trafia na bagno Shreka. Następnie pojawia się już dopiero pod koniec, kiedy to zostaje przyjacielem Shreka.
W Shrek 4-D, Pinokio występuje dopiero pod koniec, gdy Shrek i Fiona urządzają imprezkę na zamku.
W Shrek 2, Pinokio wraz z innymi baśniowymi postaciami, zamieszkuje na bagnie Shreka, gdzie od razu zaczynają urządzać imprezę. Widząc pojmanego Shreka w TV, biegną mu na pomoc. Pinokio zlatuje w dół na linach do lochu, wykonując akrobacje w powietrzu, ale ostatecznie się zaplątuje, wobec czego Ciastek zjeżdża na linach w dół i wdrapuje się po jego nosie, by uwolnić Shreka, Osła i Kota. W tym samym momencie dowiadujemy się, że Pinokio nosi damską bieliznę. Później Pinokio zostaje rzucony w powietrze, by złapać różdżkę Wróżki Chrzestnej. Nie udaje się to, lecz Wróżka zamienia go w prawdziwego chłopca, lecz przypadkowo Trzy Ślepe Myszy rzucają na niego czar, wobec czego wraca do normalnej postaci. Na koniec filmu, gdy Shrek i Osioł śpiewają Livin’ la Vida Loca, Pinokio naśladuje Michaela Jacksona, wykonując moonwalk i łapiąc się za krocze.
W Shrek Trzeci, gdy Fiona i księżniczki uciekają tajnym korytarzem, a Książę z Bajki atakuje zamek, baśniowe postacie udają, że wszystko jest w porządku. Książę zmusza Pinokia do mówienia prawdy, a ten nie chcąc, aby wydłużał mu się nos przedłuża rozmowę długimi wypowiedzeniami. Ostatecznie Pinokio zostaje pojmany przez Księcia i użyty jako kukiełka w maszynie, która pojawia się i mówi jeżeli wrzucisz pieniążek. Ratują go Kot i Osioł. Pinokio pojawia się też pod koniec filmu, gdy wraz z innymi ratuje Shreka przed śmiercią.
W Pada Shrek, Pinokio jest jednym z nieproszonych gości na świętach u Shreka. Nie pozwala nawet tańczyć Shrekowi z Fioną, wtrącając się do ich tańca.
W Shrek Forever, Pinokio pojawia się na urodzinach ogrzątek, a w alternatywnym świecie prosi Rumpelstiltskina, żeby wreszcie mógł zostać prawdziwym chłopcem. Gdy już jest bliski podpisania kontraktu, Rumpelstiltskin przypadkowo wylewa atrament na kontrakt, a Pinokio zostaje wyrzucony przez jedną z wiedźm. Potem, gdy Rumpelstiltskin obiecuje spełnić żądanie osoby, która przyprowadzi mu Shreka, Pinokio przebiera za ogra Geppetta, ale Rumpelstiltskin się nie nabiera. Gdy Shrek wraca do realnego świata, urządza przyjęcie na swoim bagnie, gdzie Pinokio się pojawia.
W Shrek ma wielkie oczy, Pinokio jest jednym z uczestniczących w zabawie na zamku Farquaada. Shrek opowiada historię, pt „Shrekzorcysta” (parodia Egzorcysty), gdzie świerszcz, będący sumieniem Pinokia, siedział w jego uchu, przez co ten niegrzecznie się zachowywał (m.in. wymiotował na Shreka i kopnął go w krocze). Gdy Shrek wyrzucił Pinokia przez okno, świerszcz wyleciał z jego ucha, a kukiełka go zdeptała. Pinokio twierdzi, że historia jest zmyślona, lecz gdy Shrek pokazuje mu świerszcza, Pinokio ucieka.

### Trzy Małe Świnki
Trzy Małe Świnki – to trzy świnki z baśni o tym samym tytule. Mówią z niemieckim akcentem. Wbrew baśni, najlepiej dogadują się z Wilkiem. Odkąd są przyjaciółmi Shreka, bardzo często pomagają mu w tarapatach.
W Shrek, są jednymi z postaci wyrzuconych przez Lorda Farquaada na bagno Shreka. Wówczas jedna ze świnek tłumaczy, że władca Duloc „dmuchał, chuchał i zarządził świnia-eksmisję”. Następnie pojawiają się już dopiero pod koniec, kiedy to zostają przyjaciółmi Shreka.
W Shrek 4-D, Trzy Małe Świnki występują dopiero pod koniec, gdy Shrek i Fiona urządzają imprezkę na zamku.
W Shrek 2, Trzy Małe Świnki, wraz z innymi baśniowymi postaciami, zamieszkują na bagnie Shreka, gdzie od razu zaczynają urządzać imprezę. Widząc pojmanego Shreka w TV, biegną mu na pomoc i uwalniają go z więzienia. Później jedna ze świnek zostaje rzucona w powietrze i łapie Wróżkę Chrzestną za nogę i wówczas zauważa, że ta nie nosi bielizny. Pod koniec filmu, Trzy Świnki tańczą do piosenki Livin’ la Vida Loca.
W Shrek Trzeci, gdy Fiona i księżniczki uciekają tajnym korytarzem, a Książę z Bajki atakuje zamek, baśniowe postacie udają, że wszystko jest w porządku. Niestety to właśnie jedna ze świnek wyjawia prawdę. Ostatecznie Trzy Świnki zostają pojmane przez Księcia, a ratują je Kot i Osioł. Trzy Świnki pojawiają się też pod koniec filmu, gdy wraz z innymi ratują Shreka przed śmiercią.
W Pada Shrek, Trzy Małe Świnki są jednymi z nieproszonych gości na świętach u Shreka. Nie grają jednak znaczącej roli.
W Shrek Forever, Trzy Małe Świnki pojawiają się na urodzinach ogrzątek, a w alternatywnym świecie opiekują się gęsią Rumpelstiltskina, o imieniu Fifi, karmiąc ją, czyszcząc i spełniając każde jej żądanie. Gdy Shrek wraca do realnego świata, urządza przyjęcie na swoim bagnie, gdzie Trzy Małe Świnki się pojawiają.
W Shrek ma wielkie oczy, Trzy Małe Świnki są jednymi z uczestniczących na zamku Farquaada, jednak uciekają ze strachu jako pierwsze, po opowieści Ciastka, głośno przy tym kwicząc.

### Wilk
Wilk (Mirosław Zbrojewicz) to postać z baśni Czerwony Kapturek, jednak jedyne co łączy tę postać z wersją oryginalną to fakt, iż nosi on na sobie różową sukienkę i czepek babci, który nosi codziennie, wobec czego prawdopodobnie jest transwestytą. W rzeczywistości jest uprzejmym i życzliwym stworzeniem i nie ma zamiaru nikogo zjadać. Najlepiej dogaduje się z Trzema Małymi Świnkami, mimo że w baśni Trzy Małe Świnki to właśnie wilk był ich największym wrogiem. Mówi rzadko, głosem tubalnym i monotonnym. Odkąd jest przyjacielem Shreka, bardzo często pomaga mu w tarapatach.
W Shrek, jest jedną z postaci wyrzuconych przez Farquaada. Na bagnie Shreka zajmuje jego łóżko i czyta książkę. Na widok Shreka, mówi jedynie głośne: „Czego?!”. Następnie pojawia się już dopiero pod koniec, kiedy to zostaje przyjacielem Shreka.
W Shrek 4-D, Wilk występuje dopiero pod koniec, gdy Shrek i Fiona urządzają imprezkę na zamku.
W Shrek 2, gdy Książę z Bajki dociera do zamku, w którym była uwięziona Fiona, Wilk leży na jej łóżku i informuje Księcia z Bajki o tym, że Shrek ją uwolnił i podaje aktualne miejsce jej pobytu. Następnie wraz z innymi baśniowymi postaciami, zamieszkuje na bagnie Shreka, gdzie od razu zaczynają urządzać imprezę. Widząc pojmanego Shreka w TV, biegną mu na pomoc i uwalniają go z więzienia. Później Wilk dmucha w stronę Wróżki Chrzestnej, przez co ta odlatuje daleko i upuszcza swoją różdżkę. Pod koniec filmu, podczas gdy Kot i Osioł śpiewają piosenkę Livin’ la Vida Loca, Wilk gra na gitarze.
W Shrek Trzeci, gdy Fiona i księżniczki uciekają tajnym korytarzem, a Książę z Bajki atakuje zamek, baśniowe postacie udają, że wszystko jest w porządku. Ostatecznie Wilk zostaje pojmany przez Księcia, a ratują go Kot i Osioł. Wilk pojawia się też pod koniec filmu, gdy wraz z innymi ratuje Shreka przed śmiercią.
W Pada Shrek, Wilk jest jednym z nieproszonych gości na świętach u Shreka. Nie gra jednak znaczącej roli.
W Shrek Forever, Wilk pojawia się na urodzinach ogrzątek, a w alternatywnym świecie jest sługą Rumpelstiltskina i wymienia mu peruki. Gdy Shrek wraca do realnego świata, urządza przyjęcie na swoim bagnie, gdzie Wilk się pojawia.
W Shrek ma wielkie oczy, Wilk jest jednym z uczestniczących na zamku Farquaada. Wprawdzie się nie boi, ale odchodzi jako drugi, za przestraszonymi świnkami, które jak sam twierdzi „miały go podwieźć”.

### Trzy Ślepe Myszy
Trzy Ślepe Myszy (Janusz Wituch, Jarosław Boberek, Wojciech Paszkowski) to trzy postacie z angielskiej rymowanki Three Blind Mice. Są identyczne, mają białą sierść i jak sama nazwa mówi – są niewidome. Wobec tego noszą czarne, okrągłe okulary dla niewidomych i poruszają się za pomocą laski. Odkąd są przyjaciółmi Shreka, bardzo często pomagają mu w tarapatach, o ile to możliwe, bo ze względu na brak wzroku, same często w nie wpadają.
W Shrek, są jednymi z postaci wyrzuconych na bagno Shreka przez Farquaada, gdzie myszy pokazują się Shrekowi jako pierwsze i przerywają mu w kolacji. Następnie pojawiają się już dopiero pod koniec, kiedy to zostają przyjacielem Shreka.
W Shrek 4-D, Trzy Ślepe Myszy występują dopiero pod koniec, gdy Shrek i Fiona urządzają imprezkę na zamku.
W Shrek 2, Trzy Ślepe Myszy wraz z innymi baśniowymi postaciami, zamieszkują na bagnie Shreka, gdzie od razu zaczynają urządzać imprezę. Wówczas jedna z myszy nie zdąża i uderza w zamykające się drzwi. Widząc pojmanego Shreka w TV, biegną mu na pomoc. Jedna z myszy chce zniszczyć kraty dynamitem, ale spada przez nie w dół więzienia. Reszta uwalnia ich z więzienia. Kot chce zjeść jedną z myszy, ale Shrek mu nie pozwala. Później Trzy Ślepe Myszy pomagają w pokonaniu Wróżki Chrzestnej, ale jedna z nich rzuca czar na Pinokia, przez co ten wraca do normalnej postaci (dzięki Wróżce był prawdziwym chłopcem). Pod koniec filmu, tańczą do piosenki Livin’ la Vida Loca.
W Shrek Trzeci, Trzy Ślepe Myszy występują w zaledwie dwóch scenach: na pogrzebie Króla Harolda oraz podczas odjazdu Shreka, który pojechał odszukać Artura – następcę tronu. Wówczas jedna z mysz spada ze schodów.
W Pada Shrek, Trzy Ślepe Myszy są jednymi z nieproszonych gości na świętach u Shreka. Nie grają jednak znaczącej roli.
W Shrek Forever, Trzy Ślepe Myszy pojawiają się wyłącznie na urodzinach ogrzątek.
W Shrek ma wielkie oczy, Trzy Ślepe Myszy nie uczestniczą na zamku Farquaada, gdyż chodzą w kółko na kręcącym się stoliku w domu Shreka. Wówczas jedna z myszy pyta: „Daleko ten zamek?”. O braku ich obecności, Shrek orientuje się w czasie zabawy.

### Smosiołki
Smosiołki to dzieci Osła i Smoczycy, krzyżówki tych dwóch zwierząt. Mają ciało osła, ale do tego skrzydła oraz potrafią latać i zionąć ogniem.
W Shrek 2, po napisach końcowych, Smosiołki pojawiają się po raz pierwszy, kiedy to przylatują wraz z Smoczycą do Zasiedmiogórogrodu, aby poznać ojca. Wówczas jest ich szóstka; jeden z nich jest rubinowy jak matka, a reszta szara jak ojciec. Przez kolejne części pojawia się już zaledwie piątka z nich, a brakuje właśnie tego rubinowego.
W Shrek Trzeci, Smosiołki pojawiają się sporadycznie. Najpierw budzą Shreka w jego zamkowym pokoju, potem żegnają odjeżdżającego ze Shrekiem Osła, pisząc chmurami na niebie „Kochamy cię, tatusiu!”. Następnie zostają pojmani przez Księcia z Bajki, a uwalniają ich Kot i Osioł. Smosiołki pojawiają się też pod koniec filmu, gdy wraz z innymi ratują Shreka przed śmiercią, a także na bagnie Shreka, gdzie bawią się z nowo narodzonymi dziećmi Shreka i Fiony.
W Pada Shrek, Smosiołki są jednymi z nieproszonych gości na świętach u Shreka. Nie grają jednak znaczącej roli.
W Shrek Forever, Smosiołki pojawiają się wyłącznie w świecie rzeczywistym, na urodzinach ogrzątek i na bagnie Shreka, gdyż Shrek oddał Rumpelstiltskinowi dzień swoich narodzin, wobec czego w alternatywnym świecie Smosiołki nigdy nie zostały spłodzone. Gdy Shrek opowiada Osłu o jego dzieciach, ten jest w szoku. Pyta również czy jego dzieci mają kopyta czy szpony oraz czy są ładne czy ludzie czują się przy nich niezręcznie.

### Felicja, Fergus i Farkle
Felicja, Fergus i Farkle to ogrzątka-trojaczki, dzieci Shreka i Fiony. Farkle (z kosmykiem włosów na głowie) i Fergus (bez włosów) są płci męskiej, a Felicja (z kokardą wpiętą w kosmyk włosów) to dziewczynka. Uwielbiają Kota w Butach – lubią go przytulać, ale także bić po głowie i ciągnąć za ogon, a ten zgadza się na to, jak twierdzi „w imię przyjaźni”.
W Shrek Trzeci, Fiona mówi, że jest w ciąży. Trojaczki rodzą się dopiero pod koniec filmu. Pojawiają się już na bagnie i wszyscy dookoła się nimi opiekują.
W Pada Shrek, trojaczki cieszą się ze swoich pierwszych świąt i wraz z rodzicami przygotowują się do święta (tworzą bombki choinkowe z żab i łapią oposa na kolację). W momencie gdy Shrek chce opowiedzieć wigilijną opowieść, do ich domu wpraszają się wszyscy przyjaciele. Fiona i trojaczki są szczęśliwi, za to Shrek wyrzuca ich z domu. Fiona zabiera dzieci i odchodzi, mówiąc, że na święta wszyscy przyjaciele powinni być razem. Wówczas Shrek wszystkich przeprasza, opowiada swoją opowieść, a na końcu wszyscy widzą Świętego Mikołaja lecącego na saniach.
W Shrek Forever, trojaczki obchodzą swoje pierwsze urodziny. Shrek tęskni za czasami kiedy wszyscy się go bali. Z wściekłości niszczy urodzinowy tort. Podpisuje Rumpelstiltskinowi kontrakt, oddając mu dzień narodzin. Z tego powodu trojaczki nie występują w alternatywnym świecie, gdyż nigdy nie zostały spłodzone.
W Shrek ma wielkie oczy, trojaczki straszą ludzi. Felicja wyrywa jednemu włosy, a Farkle użera w łydkę. Gdy Shrek idzie z przyjaciółmi na zamek Farquaada opowiadać straszne opowieści, Fiona i trojaczki niepostrzeżenie idą za nimi. Trojaczki przebierają się za ducha Farquaada, a Fiona zmienia głos i tym samym Shrek zostaje zwycięzcą zabawy. Pod koniec, ogrza rodzina obrzuca jajkami siedmiu krasnoludków.

### Królowa Lilian
Królowa Lilian (Małgorzata Zajączkowska) to królowa Zasiedmiogórogrodu, żona Króla Harolda, matka Fiony. Kobieta elegancka, kulturalna, ładna i wysoka.
W Shrek 2, król i królowa zapraszają córkę, by zobaczyć ją po latach i poznać jej wybranka. Królowa nie jest zadowolona, ale stara się tego nie okazywać i cieszy się szczęściem córki, przez co akceptuje Shreka. Stara się także przekonać do niego męża. Pod koniec filmu, gdy Harold wraca do żabiej postaci, ona wciąż go akceptuje.
W Shrek Trzeci, królowa jest przedstawiona jako kobieta bardziej samodzielna i zdeterminowana. Po śmierci króla Harolda, gdy Książę z Bajki napada na zamek i zamyka księżniczki w lochu, królowa niszczy mury głową. To właśnie ona namawia pozostałe księżniczki, aby przestały udawać damy w opałach i zmieniły się w niezależne wojowniczki. Tak też się staje i wszyscy razem pokonują armię Księcia z Bajki i ratują Shreka przed śmiercią. Jednocześnie uświadamia Fionie, że to właśnie po niej księżniczka odziedziczyła umiejętności walki. Pod koniec filmu, wyjeżdża na bagno Shreka, gdzie bawi się z jednym z ogrzątek, które wymiotuje na jej sukienkę, ale ona to akceptuje.
W Shrek Forever, dowiadujemy się, że król i królowa byli bliscy podpisania kontraktu z Rumpelstiltskinem, w którym mieliby oddać mu całe królestwo w zamian za wolność ich córki. W ostatniej chwili zostali poinformowani, że Fionę uwolnił Shrek. Następnie widzimy królową na urodzinach ogrzątek. W alternatywnym świecie, w którym Shrek nigdy się nie urodził, król i królowa ostatecznie podpisują kontrakt, po czym znikają, a całe królestwo trafia do rąk Rumpelstiltskina. Gdy Shrek wraca do normalnego świata, urządza przyjęcie na bagnie, na którym Lilian tańczy z jednym z ogrów.
Postać jest inspirowana księżniczką z baśni Żabi król, jak również głównymi postaciami z musicali Mary Poppins i Dźwięki muzyki, w które wcielała się Julie Andrews – aktorka dubbingująca Lilian w oryginalnej wersji. Po zniszczeniu murów lochu w trzeciej części, oszołomiona Lilian nuci utwory „My Favourite Things” i „A Spoonful of Sugar” z tych filmów. Ponadto w krótkometrażówce Thriller Night, Shrek, Osioł, Kot i Fiona oglądają w kinie film z udziałem Lilian, która tańczy po bawarskich wzgórzach, tak samo jak Andrews w Dźwiękach muzyki.

### Król Harold
Król Harold (Janusz Bukowski w Shrek 2, Jan Kulczycki w Shrek Trzeci i Shrek Forever) to król Zasiedmiogórogrodu, mąż Królowej Lilian, ojciec Fiony. Postać inspirowana baśnią Żabi król. Całkowite przeciwieństwo królowej – jest starszym panem z wybałuszonymi oczami, nieatrakcyjną sylwetką i niewyparzonym językiem.
W Shrek 2, król i królowa zapraszają córkę, by zobaczyć ją po latach i poznać jej wybranka. Król nie akceptuje wyglądu zięcia. Jak się potem okazuje, jest to spowodowane obietnicą, którą król złożył Wróżce Chrzestnej, gwarantując jej, że Fiona poślubi jej syna – Księcia z Bajki – w zamian za pewną przysługę. Aby pozbyć się Shreka, król wynajmuje pogromcę ogrów, którym okazuje się być Kot w butach, ale ten zaprzyjaźnia się ze Shrekiem. Wówczas Wróżka wręcza Haroldowi eliksir i rozkazuje mu wlać go do herbaty i dać ją Fionie i wtedy ta zakocha się w Księciu. W momencie gdy Fiona, przekonana, że Książę z Bajki to Shrek w ludzkiej postaci, mówi ojcu, że kochała Shreka bardziej jako ogra, Harold podmienia herbaty i sam wypija tę z zawartością eliksiru. Na balu, król Harold osłania Shreka i Fionę przed mocą Wróżki, która odbija się od jego zbroi i trafia we Wróżkę, która ginie. Tym samym kończy się cała jej moc, wobec czego Harold wraca do swojej dawnej postaci i zamienia się w żabę, którą był zanim poślubił Lilian. Po wszystkim Harold przeprasza Shreka i ostatecznie go błogosławi, zaś Lilian akceptuje męża w zwierzęcym ciele.
W Shrek Trzeci, już na początku filmu, król Harold umiera. Początkowo chce oddać królestwo Shrekowi i Fionie, ale ci się nie zgadzają. Wówczas mówi Shrekowi, że jedynym prawowitym następcą tronu jest Artur. Podczas pogrzebu króla, królowa wkłada go do skrzynki, znajdującej się na liściu, i kładzie ją na wodzie, a żaby śpiewają piosenkę Live and Let Die.
W Shrek Forever, dowiadujemy się, że król i królowa byli bliscy podpisania kontraktu z Rumpelstiltskinem, w którym mieliby oddać mu całe królestwo w zamian za wolność ich córki. W ostatniej chwili zostali poinformowani, że Fionę uwolnił Shrek. W alternatywnym świecie, w którym Shrek nigdy się nie urodził, król i królowa ostatecznie podpisują kontrakt, po czym znikają, a całe królestwo trafia do rąk Rumpelstiltskina. Gdy Shrek wraca do normalnego świata, urządza przyjęcie na bagnie, na którym znajduje się obraz króla Harolda, który rusza oczami i uśmiecha się, wobec czego można przypuszczać, że jego duch wciąż żyje.

### Teloniusz
Teloniusz (Zbigniew Konopka) to kat Lorda Farquaada. Prawdopodobnie postać inspirowana katem z powieści Dzwonnik z Notre Dame, ponieważ to właśnie on torturował Ciastka, wyrywając mu nogi i topiąc go w mleku, oraz radził Farquaadowi stłuc Magiczne Zwierciadło. Jego twarz jest zawsze zakryta maską, ale nosi on też obcisły kostium, który podkreśla jego sporych rozmiarów muskuły. Nie jest zbyt inteligentny, co udowodnił w momencie, gdy radził Farquaadowi na żonę kandydatkę z numerem trzy, a wystawił przed siebie dwa palce. Następnie pojawia się na ślubie Farquaada i Fiony. Teloniusz wcale nie jest wrogiem głównych bohaterów, gdyż po pocałunku Fiony i Shreka, na jednym ze znaków informacyjnych, każących poddanym odpowiednio reagować, Teloniusz własnoręcznie pisze „Aawww”, by mieszkańcy Duloc westchnęli wzruszeni na widok uroczej sytuacji. Niedługo później można go także zobaczyć na ślubie Shreka i Fiony, jak pomaga w grze na organach, nosi Pinokia na rękach oraz macha odjeżdżającemu w podróż poślubną małżeństwu.
W dodatku do płyty DVD pierwszej części, Shrek in the Swamp Karaoke Dance Party, w którym główni bohaterowie śpiewają różne piosenki, Teloniusz śpiewa utwór Feelings, której wykonawca opowiada o swojej niezdolności do zapomnienia o uczuciu miłości, wobec czego Teloniusz ponownie pokazuje, że ma gorące serce, a jego zachowanie spowodowane było zapewne brakiem inteligencji i tym, że będąc podwładnym Farquaada, nie groziły mu kłopoty, w przeciwieństwie do innych baśniowych postaci.
W Shrek 4-D, jego przyjacielskie relacje z ogrzą parą są jeszcze bardziej widoczne. Wprawdzie porywa Fionę i związuje ją na tratwie, aby ta spadła z wodospadu i pośmiertnie została żoną ducha Lorda Farquaada, ale robi to wyraźnie na jego życzenie, gdyż przeprasza rozczarowaną jego zachowaniem księżniczkę. Chwilę później, Fiona odwiązuje sobie ręce i uderza Teloniusza w twarz pięściami, a ten przyjmuje ciosy. Ostatecznie nokautuje go, gdy uderza go drewnianą belką między rozkraczone nogi, prosto w uwypuklone w obcisłym kostiumie genitalia. Wówczas ten łapie się za krocze, jęczy z bólu i wypada za burtę, a księżniczka przeprasza go, tłumacząc, że nie miała innego wyjścia. Teloniusz spada z wodospadu jako pierwszy, ale łapie się wystającej gałęzi. Gdy Shrek, Fiona i Osioł spadają z wodospadu, Teloniusz ponownie wykazuje się dobrym sercem, bo pomimo bolesnego uderzenia w jądra, łapie całą trójkę jedną ręką, a drugą wciąż trzyma się gałęzi i uparcie używa swej siły do czasu, gdy gałąź sama się łamie. Gdy nadlatuje Smoczyca, na jej grzbiet wchodzi cała czwórka, a zwierzę zabija ogniem jedynie ducha Farquaada. Mimo pozytywnych stosunków, Teloniusz nie pojawia się pod koniec, gdy Shrek i Fiona urządzają imprezkę na zamku, a jego dalszy los nie jest znany.
Jednocześnie, będąc przyjacielem Shreka i Fiony, Teloniusz sporo przez nich ucierpiał, będąc wielokrotnie uderzanym pięściami w twarz przez Fionę, a nawet zagrożonym bezpłodnością (po bolesnym kopnięciu z nadmierną siłą w narządy płciowe przez księżniczkę), czy wręcz śmiercią (po upadku z wodospadu).

### Doris, brzydka siostra Kopciuszka
Doris (Wojciech Mann) to przyrodnia siostra Kopciuszka. Jest wysoką, niezależną kobietą w długiej do kostek fioletowej sukni. Ma brązowe włosy, spięte w koszyczek i makijaż w stylu Elizabeth Taylor. Jest kobietą nieatrakcyjną i niezgrabną. Nie wiadomo czy rzeczywiście jest kobietą czy transwestytą.
W Shrek 2, Doris jest barmanką w „Karczmie Pod Zatrutym Jabłkiem”, w którym przebywają przede wszystkim baśniowi wrogowie. To właśnie ona informuje króla jak znaleźć Kota w Butach. Następnie obsługuje Shreka, Osła i Kota. W tej samej scenie dowiadujemy się, że podkochuje się w Księciu z Bajki, którego uważa za „boskiego”. Pod koniec filmu, w trakcie piosenki Livin’ la Vida Loca, Doris całuje Księcia i rzuca się na niego.
W Shrek Trzeci, Doris spędza czas wraz z Fioną i księżniczkami na zamku. Można wobec tego wnioskować, że z niewiadomych powodów przeszła na stronę dobra, a jej relacje z Kopciuszkiem, który również jest przyjaciółką Fiony, nie są najgorsze. Gdy Książę z Bajki pyta Mabel, siostrę Doris, gdzie ona jest, Mabel tłumaczy, że „nie jest tu mile widziana”. Kiedy Książę z Bajki zamyka księżniczki w lochu, Doris stwierdza, że na jego widok „robi się jej wilgotno pod pachą”. Gdy księżniczki się uwalniają, Doris pomaga w pokonaniu Księcia z Bajki i uwolnieniu Shreka, a na końcu godzi się ze swoją siostrą, która także przechodzi na stronę dobra.
W Shrek Forever, Doris pojawia się jedynie w jednej scenie na urodzinach ogrzątek.

### Mabel, brzydka siostra Kopciuszka
Mabel (Krzysztof Materna) to druga przyrodnia siostra Kopciuszka. Prawdopodobnie jeszcze brzydsza od Doris, gdyż niska i bardziej otyła. Nosi zieloną, długą do kostek suknię. Podobnie jak Doris, może być transwestytą.
W Shrek Trzeci, Mabel zastępuje Doris w „Karczmie Pod Zatrutym Jabłkiem”, gdzie jest barmanką. Na pytanie Księcia, gdzie jest Doris, Mabel tłumaczy, że „nie jest tu mile widziana”. Następnie dołącza do niego i napada na Zasiedmiogórogród. Potem pojawia się dopiero pod koniec filmu, gdzie po przemowie Artura, wraz z innymi wrogami, przechodzi na stronę dobra. Wówczas godzi się ze swoją siostrą.
W Shrek Forever, Mabel pojawia się jedynie w jednej scenie na urodzinach ogrzątek, gdzie przypomina Shrekowi, że zapomniał o świeczkach na urodzinowy tort dla jego dzieci.

### Artur Pendragon
Artur Pendragon (Marcin Hycnar) to postać inspirowana królem Arturem. Kuzyn Fiony i jedyny prawowity następca tronu w Zasiedmiogórogrodzie po królu Haroldzie. Miał trudne relacje ze swoim ojcem, który go porzucił. Jest szlachetny, życzliwy i dobroduszny, ale lekko zniewieściały, gdyż jedna z Trzech Małych Świnek myli go z dziewczynką.
W Shrek Trzeci, Artur uczęszcza do szkoły w Worchesterschire. Ma przezwisko „Arcio” i jest wyśmiewany i poniżany przez pozostałych uczniów, w szczególności przez przystojnego, wysportowanego i popularnego w szkole Lancelota, ale także i nauczycieli, gdyż pryncypał również namawiał Shreka do zjedzenia go. Gdy Shrek informuje go o zdobyciu władzy, ten wyznaje miłość Ginewrze i odchodzi dumny. Początkowo ma obawy co do królowania w Zasiedmiogórogrodzie, ostatecznie jednak zgadza się. Towarzyszy Shrekowi przez całą drogę do Zasiodmiogórogrodu, w międzyczasie wykazuje się odwagą i siłą, pokonując piratów Kapitana Haka. Zaś gdy dowiaduje się, że początkowo to ogr miał zostać królem, odchodzi obrażony. Dopiero Kot i Osioł informują go, że Shrek uratował mu w ten sposób życie. Artur odpłaca się, ratując Shreka przed śmiercią i namawia baśniowych wrogów, by przeszły na stronę dobra. Pod koniec filmu zostaje królem Zasiedmiogórogrodu.
W Shrek Forever, postać Artura miała się pojawić, lecz nie zgodził się na to Justin Timberlake, podkładający mu głos w oryginalnej, trzeciej części Shreka, który w tym czasie chciał skupić się na karierze muzycznej. Nieużyte w filmie sceny z królem Arturem to:
1. Artur, będący aktualnie królem Zasiedmiogórogrodu, zostaje zaproszony przez Shreka na urodziny ogrzątek, jednakże odmawia, twierdząc iż jako król nie może więcej przebywać w towarzystwie ogrów, po czym przepędza Shreka do „Karczmy Pod Zatrutym Jabłkiem”, gdzie odbędą się urodziny.
2. W alternatywnym świecie Artur nie jest królem, gdyż Shrek nigdy go nie odnalazł. Wobec tego ogr jedzie do Worcestershire i namawia go, by ten pojechał z nim i wówczas został królem, ale chłopak ucieka (tak jak to zrobił w filmie Shrek Trzeci). Shrek rezygnuje z wstępu na salę i dalszego przekonywania Artura, po tym jak przypomina sobie Kota i Osła kopiącego go w biodra i krocze, by udowodnić, że to tylko kostium ogra, a następnie odchodzi.
3. Gdy Shrek wraca do normalnego świata, Artur podchodzi do niego i stwierdza, że mylił się co do niego, po czym czyni wszystkie ogry obywatelami Zasiedmiogórogrodu, nie traktując ich już nigdy więcej jako zaniedbane potwory.

### Królewna Śnieżka
Królewna Śnieżka (Magdalena Krylik) to postać z baśni o tym samym tytule. Jest jedną z przyjaciółek Fiony. Ma talent do śpiewania, jej śpiew zwabia leśne zwierzęta, potrafi im także rozkazywać. Jest próżna i skłonna do awantur.
W Shrek, Śnieżka znajduje się w trumnie kiedy krasnoludki zanoszą ją na bagno Shreka. Ponadto, jest jedną z kandydatek na żonę Lorda Farquaada. Pojawia się także pod koniec filmu, na ślubie Shreka i Fiony. Postać ta wygląda wówczas zupełnie inaczej niż ta przedstawiona w filmie Shrek Trzeci.
W Shrek Trzeci, Śnieżka odgrywa bardziej znaczącą rolę. Z okazji ciąży Fiony wręcza jej w prezencie jednego z krasnoludków (prawdopodobnie Gburka) do karmienia dzieci. Spędza czas wraz z ciężarną ogrzycą i innymi księżniczkami, kiedy Książę z Bajki napada ma zamek, Księżniczki zostają zamknięte w lochu, ale uwalniają się. Śnieżka pokonuje Złe Drzewa za pomocą leśnych zwierząt i pomaga w pokonaniu Księcia z Bajki i uwolnieniu Shreka.

### Kopciuszek
Kopciuszek (Joanna Węgrzynowska) to postać z baśni o tym samym tytule. Jest jedną z przyjaciółek Fiony. Jest urocza, ale niezbyt inteligentna i trochę niezrównoważona psychicznie. Ma obsesję na punkcie czystości.
W Shrek, Kopciuszek jest jedną z kandydatek na żonę Lorda Farquaada. Pojawia się także pod koniec filmu, na ślubie Shreka i Fiony. Postać ta wygląda wówczas zupełnie inaczej niż ta przedstawiona w filmie Shrek Trzeci.
W Shrek 2, jest wspomniana przez Wróżkę Chrzestną, zaś Osioł widzi jej dom w Zasiedmiogórogrodzie.
W Shrek Trzeci, Kopciuszek odgrywa bardziej znaczącą rolę. Z okazji ciąży Fiony wręcza jej w prezencie torebkę i szufelkę do zbierania dziecięcych odchodów. Spędza czas wraz z ciężarną ogrzycą i innymi księżniczkami, kiedy Książę z Bajki na niego napada. Księżniczki zostają zamknięte w lochu, gdzie Kopciuszek czyści podłogi, ale uwalniają się. Kopciuszek pokonuje jednego z rycerzy, rzucając w niego pantofelkiem, który wraca do niej jak bumerang. Następnie pomaga w pokonaniu Księcia z Bajki i uwolnieniu Shreka.

### Śpiąca Królewna
Śpiąca Królewna (Aleksandra Kwaśniewska) to postać z baśni o tym samym tytule. Jedna z przyjaciółek Fiony. Cierpi na narkolepsję, wobec czego ciągle śpi.
W Shrek 2, jest jednym z gości na balu, ale w momencie gdy odźwierny otwiera drzwi od jej karocy, Śpiąca Królewna pada na twarz we śnie. Postać ta wygląda wówczas zupełnie inaczej niż ta przedstawiona w filmie Shrek Trzeci.
W Shrek Trzeci, Śpiąca Królewna odgrywa bardziej znaczącą rolę, choć wciąż niewiele mówi, gdyż większość czasu śpi. Wraz z Fioną i innymi księżniczkami przebywa na zamku, gdy napada na niego Książę z Bajki, a gdy tamte uciekają, Śpiącą Królewnę niesie na rękach Doris. Po ucieczce z więzienia, Śpiąca Królewna pokonuje dwóch rycerzy, bo gdy zasypia i przewraca się, oni się o nią potykają. Następnie pomaga w pokonaniu Księcia z Bajki i uwolnieniu Shreka.

### Czarodziej Merlin
Czarodziej Merlin (Andrzej Chudy) to postać oparta na Merlinie, doradcy Króla Artura. Niegdyś był czarodziejem Artura w szkole w Worchesterschire, ale się załamał psychicznie. Ma długą brodę. Nosi strój magika, a do tego skarpetki i sandały.
W Shrek Trzeci, kiedy statek, którym płynęli Artur, Shrek, Osioł i Kot rozbija się o skały, cała czwórka idzie do jego domu. Początkowo sprawia wrażenie dziwaka, ale ostatecznie ufają mu i postanawiają tam przenocować. Następnego dnia, po pokonaniu bandy piratów nasłanej przez Księcia z Bajki, czarodziej Merlin teleportuje całą czwórkę do Zasiedmiogórogrodu. Niestety jednocześnie Osioł i Kot zamieniają się ciałami. Po pokonaniu Księcia z Bajki, czarodziej Merlin zjawia się ponownie, by przywrócić im ciała. Udaje się to, jednak zamieniają się ogonami.

### Brogan
Brogan (Miłogost Reczek) to jeden z ogrów w ogrzym ruchu oporu w alternatywnym świecie, prawa ręka Fiony. Jest wyższy, większy, bardziej umięśniony i znacznie przystojniejszy niż Shrek. Ma bardzo krótkie, niemalże niewidoczne, rude włosy i nieogoloną twarz.
W Shrek Forever, Shrek poznaje Brogana dopiero w alternatywnym świecie, trafiając do siedziby "La Resistance". Brogan jest dla niego miły i serdeczny, z ochotą go przyjmuje i tłumaczy jak walczyć z Rumpelstiltskinem. Gdy pojawia się Flecista z Hameln, wszystkie ogry zmuszone są tańczyć do jego muzyki zostają porwane do zamku Rumpelstiltskina. Tam ogry walczą z wiedźmami i wówczas można zwrócić uwagę iż Brogan jest najsilniejszy ze wszystkich ogrów, gdyż on jako jedyny nie oderwał się od ziemi, gdy wiedźmy pociągnęły ogry w górę łańcuchami, a ponadto pociągnął łańcuchy w swoją stronę, przez co wiedźmy pospadały z mioteł. Ostatecznie ogry pokonują Rumpelstiltskina, a w realnym świecie Shrek urządza przyjęcie na swoim bagnie, gdzie pojawiają się ogry z alternatywnego świata, w tym Brogan.
Mike Mitchell, reżyser filmu, przyznał, że postać Brogana miała początkowo być alternatywną wersją Księcia z Bajki oraz wybrankiem Fiony o imieniu Gnimrahc (czytane od tyłu Charming, ang. Prince Charming – Książę z Bajki), który podobnie jak Fiona dotknięty jest klątwą wiedźmy.

### Pichcik
Pichcik (Cezary Żak) to jeden z ogrów w ogrzym ruchu oporu w alternatywnym świecie, kucharz. Nosi czapkę kucharską. Wyróżnia się tym, że ma bródkę splecioną w warkocz, do której przypięte są cebule. Jest inny niż pozostałe ogry – nie myśli o walce z Rumpelstiltskinem, jest bardzo wyluzowany. Jego specjalnością są chimichangi i dobre jedzonko, które zrobił.
W Shrek Forever, Shrek poznaje Pichcika dopiero w alternatywnym świecie, trafiając do "La Resistance". Pichcik chce tam ugotować Osła, ale sprzeciwia mu się Shrek. Gdy pojawia się Flecista z Hameln, wszystkie ogry zmuszone są tańczyć do jego muzyki. Wówczas Pichcik jako jedyny cieszy się z tego powodu. Ogry zostają porwane do zamku Rumpelstiltskina, gdzie walczą z wiedźmami. Pichcik używa katapulty i strzela chimichangami w wiedźmy. Ostatecznie ogry pokonują Rumpelstiltskina, a w realnym świecie Shrek urządza przyjęcie na swoim bagnie, gdzie pojawiają się ogry z alternatywnego świata, w tym Pichcik.

### Gocha
Gocha (Elżbieta Piwek-Jóźwicka) to jeden z ogrów w ogrzym ruchu oporu w alternatywnym świecie i jedna z nielicznych kobiet się tam znajdujących. Jest jednak kompletnie inna niż Fiona. Wygląda jak inne ogry płci męskie, ale ma brązowe włosy. Pełni dość ważną funkcję, Fiona stawia ją zaraz za Broganem.
W Shrek Forever, Shrek poznaje Gochę dopiero w alternatywnym świecie, trafiając do "La Resistance". Ta stwierdza, że Shrek jest zdecydowanie za drobny żeby zostać wojownikiem i trzeba o niego zadbać. Potem ogry zostają zmuszone za pomocą Flecisty z Hameln, by pójść do zamku Rumpelstiltskina, gdzie walczą z wiedźmami i ostatecznie pokonują Rumpelstiltskina. Shrek wraca do realnego świata, gdzie urządza przyjęcie na swoim bagnie, gdzie pojawiają się ogry z alternatywnego świata, w tym Gocha.

### Humpty Dumpty
Humpty Alexander Dumpty (Przemysław Stippa) to jajko, bohater angielskiej rymowanki.
W Shrek 4-D, widać jego posąg na cmentarzu. Zostaje wówczas zburzony przez Osła.
W Kot w butach, Humpty Dumpty jest najlepszym przyjacielem Puszka w hiszpańskim sierocińcu. Razem szukają ziaren magicznej fasoli. Przez Humpty’ego, Puszek popełnia liczne przestępstwa, ale to ostatecznie Humpty trafia do więzienia. Po latach spotyka się z Puszkiem i udaje mu się przekonać go do ponownego zdobycia ziaren. Gdy już kradną Złotą Gęś, Kot w butach trafia do więzienia, gdyż okazuje się, że to wszystko to była zemsta Humpty’ego. Kot uwalnia się i prosi Humpty’ego, aby udowodnił, że nie jest zepsuty. Humpty zgadza się, wraz z Kotem ratuje miasto, a potem dobrowolnie spada w przepaść, by ratować Złotą Gęś, tłucze się i zamienia w złote jajko, które matka Złotej Gęsi zabiera ze sobą.

### Kitty Kociłapka
Kitty Kociłapka (Izabella Bukowska) to czarna kotka z niebieskimi oczami. Jej dawni partnerzy obcięli jej pazury za to, że zdemolowała ich dom, wobec czego teraz jest jednym z najlepszych złodziei i potrafi kraść bardzo niepostrzeżenie (wielokrotnie zdejmowała Kotu buty, a on tego nie zauważał). Podobnie jak kot nosi buty i pas, a do walki używa miecza.
W filmie Kot w butach, początkowo chodzi w masce, przez co Puszek myli ją z mężczyzną i uderza w głowę gitarą. Udaje przyjaciółkę Puszka, ale potem okazuje się, że pracowała dla Humpty’ego. Lecz w czasie jej przygody z Kotem, naprawdę się w nim zakochuje, przez co ostatecznie uwalnia go z więzienia i pomaga w oddaniu Złotej Gęsi jej matce. Pod koniec filmu tańczy z Puszkiem flamenco i całuje się z nim.
Kitty Kociłapka nie jest wzorowana na żadnym baśniowym kocie, lecz na Salmie Hayek, która wystąpiła wraz z Antonio Banderasem w filmie Desperado. To właśnie ta dwójka podkłada głosy kotom.

### Trzy Diabły
Trzy Diabły to odzwierciedlenie tytułowych postaci powieści Trzej muszkieterowie. Występują w filmie Kot w butach: Trzy Diabły. Niegdyś pomagali szepczącemu złodziejowi, ale zamknięto ich w więzieniu. W filmie, pomagają Kotu złapać szepczącego złodzieja. Pod koniec filmu, Puszek wręcza ich księżniczce, jako ochroniarzy.

## Główni wrogowie

### Lord Farquaad
Lord Farquaad (Adam Ferency) to władca zamku Duloc, będący głównym antagonistą w filmie Shrek. Jest karykaturalnie niski, a do tego zaborczy, niesympatyczny, samolubny i zależy mu wyłącznie na władzy. Ma nieogoloną twarz i długie do ramion, czarne włosy. Nosi czerwony kostium.
W Shrek, Magiczne Zwierciadło informuje go, że nie jest królem, bo nie jest żonaty. Spośród trzech kandydatek, Farquaad wybiera zamkniętą w wieży Fionę. Po tym jak wyrzuca baśniowe stworzenia ze swojego zamku na bagno, Shrek idzie do niego, aby zabrał je z powrotem. Ten nakazuje mu uwolnić księżniczkę ze smoczej wieży. W zamian spełni jego życzenie. W czasie podróży Shreka, Osła i Fiony, Lord Farquaad jest pokazany raz, w nocy, w łóżku, gdzie przygląda się Fionie wyświetlonej w Zwierciadle. Wówczas ma wzwód i zasłania go kołdrą, robiąc przy tym zawstydzoną minę. Farquaad jest też dość niecierpliwy, gdyż przyjechał po Fionę na koniu, zanim ci doszli do Duloc. W trakcie ślubu Lorda z księżniczką, Shrek przerywa uroczystość i wyznaje Fionie miłość. Zachodzi zmrok, królewna zamienia się w ogrzycę. Lord Farquaad rozkazuje zabić ogry, ale wtedy zjawia się Smoczyca, która pożera Farquaada, a po beknięciu, z jej ust wylatuje jedynie jego korona. Lord Farquaad nie był raczej zbyt lubiany w Duloc, gdyż podczas jego śmierci, mieszkańcy cieszyli się i śmiali.
W dodatku do płyty DVD pierwszej części, Shrek in the Swamp Karaoke Dance Party, w którym główni bohaterowie śpiewają różne piosenki, Lord Farquaad śpiewa utwór Stayin' Alive, będąc już w brzuchu Smoczycy, co oznacza, że zwierzę pożarło go bez przeżuwania, wobec czego był wciąż żywy.
W Shrek 4-D, Duch Lorda Farquaada powraca z zaświatów. Z pomocą Teloniusza, porywa Fionę, chcąc zrzucić ją z wodospadu, aby ta pośmiertnie mogła zostać jego żoną. Fiona nokautuje Teloniusza bolesnym uderzeniem w krocze, ale spada z wodospadu. Gdy Farquaad myśli, że jest już po wszystkim, nadlatuje Smoczyca, która ratuje Fionę i ostatecznie zabija jego ducha ogniem.
W Shrek Trzeci, Lord Farquaad pojawia się we wspomnieniach Ciastka.
W Shrek ma wielkie oczy, postacie opowiadają straszne historie w jego opuszczonym zamku. Shrek wspomina, że to przez Osła Lord Farquaad nie żyje. Fiona i ogrzątka, aby ten uciekł, przebierają się za jego ducha i ostatecznie Shrek zostaje zwycięzcą zabawy.
W Shrek the Musical, dowiadujemy się o przeszłości Farquaada. Jego rodzicami byli księżniczka o imieniu Pea (ang. groch), wzorowana księżniczką na ziarnku grochu, oraz Gburek – jeden z krasnoludków królewny Śnieżki – po którym Farquaad odziedziczył swój karykaturalnie niski wzrost. Pewnej nocy, gdy księżniczka nie mogła spać, Gburek ułożył 25 materacy jeden na drugim, by ulepszyć jej sen. Niestety Pea spadła i zginęła, uderzając o ziemię. Gburek później wychowywał Farquaada, a gdy ten ukończył 28 lat, wyrzucił go z domu. To wyjaśnia dlaczego Śnieżka wręczyła Fionie w prezencie Gburka jako opiekunkę do dziecka; bowiem miał on już wieloletnie doświadczenie z dziećmi.
Lord Farquaad to jedyny wróg Shreka, który nie jest postacią zaczerpniętą z konkretnej baśni. Jako że Shrek i Fiona wzorowani są na baśni Piękna i Bestia, to jego postać najprawdopodobniej jest odwzorowaniem Gastona z disnejowskiej adaptacji baśni – arogancki, niebieskooki, długowłosy brunet w czerwonym stroju, posiadacz kwadratowej szczęki i bardzo owłosionej klatki piersiowej, który zakochuje się w pięknej księżniczce bez wzajemności. Łączy ich również to, że obaj chcieli zabić swoich wrogów (Farquaad Shreka, a Gaston Bestię) i obaj planowali zrobić to na zamku (Farquaad podczas nieudanego ślubu z Fioną, a Gaston włamując się do pałacu Bestii). Różnica jest taka, że Lord Farquaad nie chciał ożenić się z miłości – zrobił to żeby móc zostać królem. Ponadto, Gaston był wysokim, umięśnionym i zabójczo przystojnym młodzieńcem, zaś Farquaad jest chudym, niskim mężczyzną w średnim wieku, który raczej nie jest atrakcyjny, o czym świadczyła mina Fiony podczas ich pierwszego spotkania.
Inne źródła mówią także o inspiracji Napoleonem, o czym świadczą niski wzrost i uparte pragnienie zdobycia władzy. Zdaniem Shreka, Farquaad cierpi na kompleks małego członka, o czym ma świadczyć jego wysoki zamek w Duloc, będący rekompensatą.

### Wróżka Chrzestna
Wróżka Chrzestna (Dorota Zięciowska) to postać oparta na baśni Kopciuszek, będąca głównym antagonistą w filmie Shrek 2. Jest Wróżką Chrzestną Fiony. Wbrew baśni, z której postać się wywodzi, Wróżka Chrzestna to wścibska i zaradna intrygantka. Chce jak najlepiej dla siebie i jej syna, a nie dla innych. Brutalnie odpowiada Shrekowi, że ogry nie żyją długo i szczęśliwie, kiedy ten pyta, dlaczego Fiona nie jest szczęśliwa. Uwielbia jeść, stara się przejść na dietę, ale z nerwów je bardzo kaloryczne potrawy. Jest siwą kobietą z charakterystyczną fryzurą, a jej znakiem rozpoznawczym są bańki mydlane, które pojawiają się za każdym razem tam, gdzie ona jest. Wróżka Chrzestna ma własną fabrykę eliksirów. To właśnie ona niegdyś zmieniła Harolda w człowieka, w zamian za to, że jego córka zostanie zamknięta w wysokiej wieży, aby jej syn mógł zostać w przyszłości jej mężem. Jako że tak się nie stało, Wróżka stara się zrobić wszystko, żeby tylko Książę rozkochał w sobie Fionę, zmusza także Harolda, aby wynajął płatnego mordercę ogrów. Kiedy to nie skutkuje, Wróżka tworzy magiczną miksturę, ale Harold nie daje jej córce. Wściekła Wróżka rzuca czar na zakochane ogry, ale Harold ich osłania, przez co moc odbija się i uderza we Wróżkę, która w efekcie ginie. Pozostają po niej jedynie okulary, bańki mydlane i różdżka.
Postać jest wspomniana w filmach Shrek, Shrek Trzeci i Shrek Forever, lecz nie pojawia się w żadnym z nich.
Wróżka Chrzestna jest prawdopodobnie najsilniejszym wrogiem ze wszystkich filmów o Shreku, gdyż ma najchłodniejsze serce i wulgarny język, a możliwość czarowania powoduje, że trudno ją pokonać. Ma zawsze wszystko zaplanowane, o czym świadczą klątwa Fiony oraz to co pokazane jest w Shrek 2. Ponadto, tworzy eliksiry, których wypicie całkowicie zmienia los innych ludzi.

### Książę z Bajki
Książę z Bajki (Zbigniew Suszyński) to postać oparta na baśni Kopciuszek. Syn Wróżki Chrzestnej. Jest zabójczo przystojnym, ale zniewieściałym, narcystycznym, próżnym, aroganckim i samolubnym mężczyzną. Podobnie jak jego matka nie ma nic wspólnego z baśnią, z której postać się wywodzi. Ma piękne blond włosy, którymi lubi machać na różne strony, pokazując ich urok. Nosi obcisły kostium, podkreślający rozmiar jego muskułów. To właśnie on miał uwolnić Fionę ze smoczej wieży.
W Shrek 2, Książę z Bajki przedstawiony jest jako maminsynek, który zrobi wszystko to co chce jego zaborcza mamusia. Kiedy trafia do smoczej wieży, spotyka tam Wilka, który mówi, że Fiona już znalazła męża. Później okazuje się, że Książę z Bajki wcale nie kocha Fiony, a jego ślub jest spowodowany marzeniami jego matki, aby ten mógł zostać niegdyś królem, po śmierci Harolda. Gdy Wróżka dowiaduje się, że Shrek zamienił się w człowieka po wypiciu jej eliksiru, knuje intrygę i wmawia Fionie, że Książę z Bajki to Shrek. Mimo to Fiona rozpoznaje, że to nie jej mąż po jego chłodnej i narcystycznej naturze (miał wówczas na ustach szminkę), a Harold nie daje jej eliksiru, który Wróżka kazała jej dać, aby się w nim zakochała, wobec czego księżniczka nokautuje księcia, uderzając go głową w głowę, przez co ten mdleje. Pod koniec filmu, w trakcie piosenki Livin’ la Vida Loca, siostra Kopciuszka rzuca go na ziemię i gwałci go.
W Shrek Trzeci, Książę z Bajki jest już przedstawiony w zupełnie inny sposób – jako samodzielny mężczyzna, który pracuje jako aktor teatralny i zależy mu teraz wyłącznie na zemście, pokonaniu Shreka i jego przyjaciół i przejęciu władzy. Wówczas to on jest głównym wrogiem Shreka. Jedzie do „Karczmy Pod Zatrutym Jabłkiem” i namawia baśniowych złoczyńców, aby zemścić się na Shreku. Pod jego władzą, napadają na Zasiedmiogórogród, a Shrek zostaje pojmany, aby Książę z Bajki mógł go zabić na oczach wszystkich, podczas przedstawienia. Plan jest bliski zrealizowania, ale z pomocą nadchodzą baśniowe postacie, które ratują Shreka a Artur przekonuje złoczyńców, by przeszli na stronę dobra, a Książę z Bajki ginie, zgnieciony pod ogromną wieżą, którą zwala na niego Smoczyca.
W Shrek ma wielkie oczy, Książę z Bajki pojawia się w opowieści „Motel pod butem”, opowiadanej na zmianę przez Osła i Kota.
Ze wszystkich wrogów Shreka, Książę z Bajki był najbardziej emocjonalny i najgorzej traktowany, a jego życie było najbardziej tragiczne, przez co jego zemsta była właściwie dość zrozumiała. W jego życiu nic się nie układało, było wręcz zrujnowane z tego powodu, że Shrek uratował Fionę ze smoczej wieży. On sam zaś wielokrotnie ucierpiał fizycznie (uderzony przez Fionę w twarz, zgwałcony przez siostrę Kopciuszka, grożono mu śmiercią w „Karczmie Pod Zatrutym Jabłkiem”, zgnieciony pod wieżą). Być może było to spowodowane zupełnie innym, bardziej zaborczym charakterem Wróżki Chrzestnej, przy której Książę z Bajki uchodził za maminsynka. Dzięki jej czarom i obietnicom, liczył na zapewnioną przyszłość, która następnie legła w gruzach. Zapewne mocno przeżył śmierć matki, gdyż był z nią mocno związany, o czym świadczyło nazywanie jej „matulą” i łzy oraz zemsta na ogrze po jej śmierci. Ponadto, mimo że w Shrek Trzeci to on był największym wrogiem Shreka, nikt nie traktował go poważnie. Podczas przedstawień teatralnych z jego udziałem, wszyscy publicznie go wyśmiewali, a nawet później baśniowi złoczyńcy niechętnie dla niego pracowali, zaś gdy Shrek opowiadał żarty na jego temat podczas przedstawienia, oni sami się z nich śmiali. Mimo że kazał mieszkańcom Zasiedmiogórogrodu paść przed nim na kolana, ci jedynie patrzyli na niego ironicznie. Chcąc wbić Shrekowi miecz w brzuch, powiedział, że idealnie przedstawi to jego uczucia po tym, gdy ten poślubił Fionę, odbierając mu tym samym żonę i władzę. Twórca postaci przyznał iż Książę z Bajki jest homoseksualistą. Co ciekawsze, aktor podkładający głos postaci w oryginalnej wersji filmu, Rupert Everett, oficjalnie dokonał coming outu.

### Rumpelstiltskin
Rumpelstiltskin (Cezary Pazura) to postać z baśni o tym samym tytule, znanej także jako Titelitury. Jest niskim karzełkiem, który tworzy magiczne kontrakty i spełnia ludzkie marzenia, całkowicie niszcząc im przy tym los. Jego pupilkiem jest wielka gęś o imieniu Fifi, która ciągnie jego karocę, w której Rumpelstiltskin mieszka.
W Shrek Trzeci, Rumpelstiltskin jest jednym z klientów „Karczmy Pod Zatrutym Jabłkiem”. Dołącza do Księcia z Bajki i napada na Zasiedmiogórogród. W trakcie przedstawienia, w którym Książę z Bajki ma zabić Shreka, Rumpelstiltskin pełni rolę suflera. Ostatecznie, po przemowie Artura, Rumpelstiltskin, wraz z innymi baśniowymi wrogami, przechodzi na stronę dobra. W tej części filmu, postać wygląda kompletnie inaczej niż ta z filmu Shrek Forever.
W Shrek Forever, Rumpelstiltskin przedstawiony jest ponownie jako czarny charakter. Dowiadujemy się, że król i królowa byli bliscy podpisania kontraktu z Rumpelstiltskinem, w którym mieliby oddać mu całe królestwo w zamian za wolność ich córki. W ostatniej chwili zostali poinformowani, że Fionę uwolnił Shrek. Tym samym ogr zrujnował karzełkowi życie. Dowiadując się, że Shrek tęskni za czasami, kiedy ludzie się go bali, Rumpelstiltskin zaprasza go do swojego domu-karocy, gdzie proponuje podpisanie kontraktu, dzięki któremu Shrek miałby dla siebie „Dzień Ogra”, który dostanie w zamian za dzień swoich narodzin. Shrek zgadza się i podpisuje kontrakt, wobec czego trafia do alternatywnego świata. Jako że nigdy się nie urodził, w alternatywnym świecie Osioł nigdy nie poznał Shreka, ogr nigdy nie uwolnił Fiony z wieży, a ich dzieci nigdy nie przyszły na świat. Ponadto, król i królowa podpisali Rumpelstiltskinowi kontrakt, czego w realnym świecie nie zrobili, dzięki czemu karzełek jest królem Zasiedmiogórogrodu, które jest zrujnowanym królestwem. Po ostatecznym przekonaniu do siebie Osła przez Shreka, zwierzę wyjaśnia, że jedynym rozwiązaniem jest pocałunek prawdziwej miłości. Rumpelstiltskin zaś tłumaczy, że jeżeli nie uda mu się to przez 24 godziny, jego czas się skończy i już nigdy nie wróci do rzeczywistości. Shrek przypadkowo trafia do ogrzego rezerwatu, gdzie znajduje Fionę, ale ta nic do niego nie czuje. Rumpelstiltskinowi udaje się porwać wszystkie ogry za pomocą Flecisty z Hameln, z wyjątkiem Shreka. Wówczas ogłasza, że spełni życzenie tej osoby, która mu go przyprowadzi. Shrek przychodzi do niego sam i prosi, by ten uwolnił wszystkie ogry. Karzełek robi to, w jego rękach zostaje wówczas Shrek i Fiona, która nie jest do końca ogrem, bo za dnia jest człowiekiem. Shrek i Fiona walczą ze Smoczycą (złą w alternatywnym świecie), a reszta ogrów włamuje się na zamek i wspólnymi siłami pokonują wiedźmy i Rumpelstiltskina. Shrekowi zostają ostatnie sekundy życia, ale Fiona rozumie, że go kocha i w ostatniej chwili całuje go, dzięki czemu Shrek wraca do realnego świata, gdzie urządza przyjęcie na swoim bagnie, na którym Rumpelstiltskin jest zamknięty w klatce i zmuszony do tańca przez Flecistę z Hameln.
Postać Rumpelstiltskina łączy w sobie cechy wszystkich trzech wrogów Shreka z poprzednich filmów – podobnie jak Lord Farquaad jest niski, a jego największym marzeniem jest władza, podobnie jak Wróżka Chrzestna potrafi spełniać marzenia za pomocą magicznych mocy (tamta za pomocą różdżki, ten za pomocą kontraktów) i podobnie jak Książę z Bajki ma zrujnowane życie przez to, że Shrek uwolnił Fionę ze smoczej wieży. Rumpelstiltskin to zarazem pierwszy wróg Shreka, który nie umarł.
W baśni, sposobem na rozwiązanie umowy było zgadnięcie jego imienia. Jako że teraz jego imię zna każdy, w filmie wykorzystano metodę origami, tworzonego z kontraktu.

### Jack i Jill
Jack (Piotr Bąk) i Jill (Agnieszka Matysiak) to paskudne małżeństwo, dwoje zbrodniarzy i kryminalistów. Postacie inspirowane angielską rymowanką Jack i Jill, w której jednak tytułowi bohaterowie to dzieci idące po wodę do studni, a nie małżeństwo popełniające przestępstwa, wobec czego postacie z filmu nie mają z rymowanką nic wspólnego.
W Kot w butach, Jack i Jill są w posiadaniu magicznej fasoli, którą później Puszek, Kitty i Humpty im wykradają. Jednakże, po zdobyciu Złotej Gęsi, okazuje się, że Jack i Jill pracowali dla Humpty’ego i pomogli mu zdobyć Złotą Gęś i wsadzić Puszka podstępem do więzienia. Kiedy matka Złotej Gęsi schodzi na ziemię, Humpty wykazuje dobre serce i chce ją oddać, zaś Jack i Jill chcą mu ją wykraść. Nie udaje im się to, gdyż matka Złotej Gęsi, będąca gigantyczną gęsią, miażdży ich. Podczas napisów końcowych, widać ich w szpitalu, w stanie krytycznym, ale mimo to oboje poruszają się w rytm muzyki.
W trakcie filmu, Jack wspomina, że chciałby mieć dzieci, wobec czego można twierdzić, że ma lepsze serce od Jill, która później owija w pieluchy ich prosiaki. Ponadto, kobieta wielokrotnie uderzała mężczyznę w twarz, zaś ona sama zawsze ucierpiała mniej (w szpitalu ona miała w gipsie jedną nogę i rękę, a on nogę i obie ręce).

### Szepczący złodziej
Szepczący złodziej (Wojciech Paszkowski) to wróg Puszka w filmie Kot w butach: Trzy Diabły. Walczy za pomocą maczugi. Jego nazwa wzięła się stąd, że mówi wyjątkowo cicho i słychać go tylko wtedy kiedy mówi przez megafon, zrobiony z jego kapelusza z dziurami po obu stronach. Kradnie księżniczce kamień szlachetny, a zadaniem Kota jest odebrać go z powrotem. Ostatecznie, spotykają się przy urwisku, gdzie Trzy Diabły, będące niegdyś uczniami szepczącego złodzieja, pomagają Kotu go pokonać. Zdejmują mu spodnie, przez co ten stoi w samych bokserkach, a wtedy Kot związuje mu nogi paskiem, do którego przypięty jest kamień. Wówczas, szepczący złodziej traci równowagę i spada w przepaść, ale kamień udaje się uratować. Przed śmiercią jednak, Puszek mocno trzyma za pas, którym związane są nogi szepczącego złodzieja, dzięki czemu złodziej miał jeszcze szanse na przeżycie. Nie wiadomo czy Kot zrobił to, aby go ratować czy po prostu chciał ocalić kamień przypięty do paska.

## Wrogowie drugoplanowi

### Wiedźmy
Wiedźmy to postacie inspirowane najprawdopodobniej powieścią Czarnoksiężnik z Krainy Oz, gdyż rozpuszczają się w wodzie.
W Shrek, wiedźmy są jednymi z baśniowych postaci wyrzuconych na bagno Shreka przez Lorda Farquaada.
W Shrek Trzeci, wiedźmy są klientami „Karczmy Pod Zatrutym Jabłkiem”, gdzie jedna z nich śpiewa. Następnie dołączają do Księcia z Bajki i napadają na Zasiedmiogórogród, zanosząc tam wszystkich na miotłach. Po przemowie Artura, Wiedźmy, wraz z innymi baśniowymi złoczyńcami, przechodzą na stronę dobra.
W Shrek Forever, Wiedźmy pracują dla Rumpelstiltskina, który mieszka w karocy znajdującej się w ich sabacie. Noszą długie suknie i kapelusze oraz mają zieloną skórę. Używają dyń jako bomb, mają także czaszki, które przyczepiają się do ciała. W alternatywnym świecie zanoszą Shreka Rumpelstiltskinowi, ale ten się uwalnia. Potem trzy z nich śmieją się z Flecisty z Hameln, który w efekcie zmusza je do tańca do muzyki hip-hopowej. Następnie zostają pokonane podczas walki z ogrami. Gdy Shrek wraca do realnego świata, urządza przyjęcie na swoim bagnie, gdzie pojawiają się Wiedźmy, ponownie będąc przyjaciółmi ogra.
W Shrek Forever podane są imiona dwóch z Wiedźm – są to Gryzelda i Baba. Imię tej drugiej wzięło się ze słowiańskiego słowa „Baba-Jaga”, określającego czarownicę.

### Roszpunka
Roszpunka (Agata Kulesza) to postać z baśni o tym samym tytule. Podobnie jak Śnieżka, jest próżna i snobistyczna, przez co ich relacje nie są najlepsze. W przeciwieństwie do baśni, długie, złote włosy Roszpunki nie są wcale magiczne, a są po prostu peruką.
W Shrek Trzeci, Roszpunka udaje jedną z przyjaciółek Fiony i wraz z nią i innymi księżniczkami przebywa na zamku, gdy napada na niego Książę z Bajki. Następnie okazuje się, że Roszpunka zdradziła koleżanki i przeszła na stronę zła, stając się dziewczyną Księcia z Bajki. Po namiętnym pocałunku zakochanych, Książę nazywa Roszpunkę „nową królową Zasiedmiogórogrodu”. Potem księżniczka pojawia się podczas spektaklu, organizowanego przez Księcia z Bajki, gdzie śpiewa wraz z nim piosenkę. Gdy baśniowe postacie zjawiają się aby uratować Shreka, Ciastek zlatuje na scenę po jej peruce i przypadkowo ściąga ją. Wówczas okazuje się, że Roszpunka jest łysa. Zawstydzona księżniczka ucieka i nie wiadomo co się z nią później dzieje.
Choć Roszpunka okazała się być wrogiem księżniczek, zachowała się w stosunku do nich honorowo, gdyż kazała Księciu z Bajki nie robić im krzywdy.

### Kapitan Hak
Kapitan Hak (Wojciech Paszkowski) to postać z powieści Piotruś Pan.
W Shrek 2, Kapitan Hak pojawia się w „Karczmie Pod Zatrutym Jabłkiem”, gdzie śpiewa i gra na pianinie.
W Shrek Trzeci, Kapitan Hak ponownie jest jednym z klientów „Karczmy Pod Zatrutym Jabłkiem”. Dołącza do Księcia z Bajki i napada na Zasiedmiogórogród. Wówczas jest jednym z najważniejszych wojowników, cały czas partneruje Księciu z Bajki. Wraz ze swymi piratami jedzie do Merlina, by tam zabić Shreka, co się nie udaje. Po przemowie Artura, Kapitan Hak oświadcza, że hoduje nasturcje, które uważa za piękne kwiaty i jako pierwszy rzuca swoją dłoń na ziemię, przechodząc na stronę dobra.

### Cyklop
Cyklop (Zbigniew Konopka w Shreku 2, Jarosław Boberek w Shreku Trzecim) to postać mitologiczna z jednym okiem pośrodku czoła.
W Shrek 2, Cyklop jest ochroniarzem w „Karczmie Pod Zatrutym Jabłkiem”. Idealnie nadaje się do tej roli, gdyż jest wysoki i dobrze zbudowany.
W Shrek Trzeci, Cyklop ponownie pojawia się w „Karczmie Pod Zatrutym Jabłkiem”. Dołącza do Księcia z Bajki i napada na Zasiedmiogórogród. Pojawia się także jego córka, po czym można wnioskować, że Cyklop w rzeczywistości jest mężczyzną rodzinnym i wcale nie chce być zły. Przeprasza nawet Shreka za zbyt mocne uderzanie go. Ponadto, podczas napadu na Zasiedmiogórogród, jego zachowanie nie było złe, gdyż jedynie oderwał znaczki pocztowe z listów. Po przemowie Artura, Cyklop, wraz z innymi baśniowymi złoczyńcami, przechodzi na stronę dobra.

### Jeździec bez głowy
Jeździec bez głowy (Janusz Wituch) to postać z powieści Legenda o Sennej Kotlinie.
W Shrek 2, Jeździec bez głowy pojawia się epizodycznie w „Karczmie Pod Zatrutym Jabłkiem”, gdzie pije alkohol, wlewając go do swojej szyi.
W Shrek Trzeci, Jeździec bez głowy ponownie jest klientem „Karczmy Pod Zatrutym Jabłkiem”, gdzie Zła Królowa, zszokowana widząc w karczmie Księcia z Bajki, przypadkowo wrzuca mu do szyi bilę, podczas gry w bilard. Potem Jeździec bez głowy dołącza do Księcia z Bajki i napada na Zasiedmiogórogród. Po przemowie Artura, oświadcza, że zawsze chciał grać na flecie (co jest niemożliwe, ze względu na brak głowy) i wraz z innymi baśniowymi złoczyńcami przechodzi na stronę dobra.

### Złe Drzewa
Złe Drzewa to najprawdopodobniej postacie z powieści Czarnoksiężnik z Krainy Oz.
W Shrek 2, Złe Drzewa pojawia się epizodycznie w jednej scenie, w „Karczmie Pod Zatrutym Jabłkiem”, gdzie siłują się na „rękę”. Wówczas jedno z drzew odłamuje drugiemu gałąź.
W Shrek Trzeci, Złe Drzewa ponownie są klientami „Karczmy Pod Zatrutym Jabłkiem”. Dołączają do Księcia z Bajki i napadają na Zasiedmiogórogród. Wówczas dowiadujemy się, że potrafią użyć swoich liści w formie spadochronów. Po przemowie Artura, Złe Drzewa, wraz z innymi złoczyńcami, przechodzą na stronę dobra.

### Zła Królowa
Zła Królowa to postać z baśni Królewna Śnieżka.
W Shrek Trzeci, Zła Królowa jest jednym z klientów w „Karczmie Pod Zatrutym Jabłkiem”. Książę z Bajki przypomina jej, że krasnoludki przegnały ją z zamku i zabrały Magiczne Zwierciadło. Wówczas ona dołącza do niego i napada na Zasiedmiogórogród. Po przemowie Artura, Zła Królowa oświadcza, że zawsze chciała otworzyć spa we Francji i ostatecznie, wraz z innymi złoczyńcami, przechodzi na stronę dobra.

### Stromboli
Stromboli to postać z powieści Pinokio. W polskiej wersji językowej, Książę z Bajki nazywa go właścicielem Pinokia, ale jego właścicielem jest Geppetto, który wystąpił w pierwszej części filmu. Jest to zatem błąd tłumacza.
W Shrek Trzeci, Stromboli jest jednym z klientów „Karczmy Pod Zatrutym Jabłkiem”. Dołącza do Księcia z Bajki i napada na Zasiedmiogórogród. Po przemowie Artura, wraz z innymi złoczyńcami, przechodzi na stronę dobra.

### Piraci
Piraci to postacie z powieści Piotruś Pan.
W Shrek Trzeci. piraci są klientami „Karczmy Pod Zatrutym Jabłkiem”. Dołączają do Księcia z Bajki i napadają na Zasiedmiogórogród. Ponadto, wraz z ich dowódcą, Kapitanem Hakiem, napadają na Shreka, gdy ten jest u Merlina. Ostatecznie wszyscy zostają pobici przez ogra i jego przyjaciół. Po przemowie Artura, wraz z innymi złoczyńcami, przechodzą na stronę dobra.

### Gnomy
Gnomy to postacie baśniowe. Wyglądają niemal identycznie jak krasnoludki, z tą różnicą, że są złe.
W Shrek 2, dwa Gnomy biją się w „Karczmie Pod Zatrutym Jabłkiem”. Jeden nokautuje drugiego, uderzając go w pięścią w twarz i skacząc na niego.
W Shrek Trzeci, Gnomy ponownie są klientami „Karczmy Pod Zatrutym Jabłkiem”. Dołączają do Księcia z Bajki i napadają na Zasiedmiogórogród. Po przemowie Artura, wraz z innymi złoczyńcami, przechodzą na stronę dobra.

### Fifi
Fifi to wielka gęś, pupilek Rumpelstiltskina. Ciągnie jego karocę, która jest także jego domem.
W Shrek Forever, Fifi występuje w obu światach. W alternatywnym świecie prowadzi królewskie życie, gdyż Trzy Małe Świnki spełniają każde jej żądanie. Gdy Shrek wraca do realnego świata, urządza przyjęcie na swoim bagnie, na którym Fifi wybucha, kiedy Fiona zaczyna śpiewać wysokie noty (przypomnienie sceny z pierwszego filmu).

### Pracownicy fabryki Wróżki Chrzestnej
W skład pracowników fabryki Wróżki Chrzestnej wchodzą elfy i karzełkowate stworzenia z zieloną twarzą, ubrane w białe kostiumy i niebieskie rękawiczki. Jeden z elfów jest recepcjonistą. Karzełki są odpowiedzialne za tworzenie eliksirów.
W filmie Shrek 2, gdy Shrek ucieka z fabryki, elfy strzelają w jego stronę z kusz. Wówczas, wylewa on na nich jeden z eliksirów, wobec czego wszystkie elfy zamieniają się w gołębie, a dwa karzełki w Trybika i Płomyka – postacie z disnejowskiej adaptacji baśni Piękna i Bestia.

### Sir Lancelot
Sir Lancelot (Damian Aleksander) to postać oparta na Lancelocie z Jeziora, z opowieści o Królu Arturze. Kapitan szkolnej drużyny w walce konnej na kopie. Zapalony sportowiec, który ma liczne grono fanek. Jest zabójczo przystojny, świetnie zbudowany i seksowny, ale także próżny, arogancki, niegrzeczny i snobistyczny. Ma bujne, czarne włosy i kwadratową szczękę, a także skłonność do nadużywania swojej popularności. Używa każdej okazji do okazania swej wyższości, używając swych zdolności sportowych lub ciętej riposty. Prawdopodobnie jest chłopakiem Ginewry.
W Shrek Trzeci, Lancelot chodzi do tej samej szkoły co Artur i to właśnie jemu najczęściej dokucza. Ze względu na atrakcyjność i zdolności fizyczne Lancelota, jak również wygrany z Arturem mecz w walce konnej na kopie, Shrek myli nastolatków. Gdy prawda wychodzi na jaw, Lancelot nie może uwierzyć, że ten został wybrany na króla Zasiedmiogórogrodu. Wobec tego Lancelot nie zrobił nic złego i niekoniecznie jest wrogiem Shreka, lecz nie był tolerancyjny wobec jego przyjaciela.

## Postacie trzecioplanowe

### Magiczne Zwierciadło
Magiczne Zwierciadło (Zbigniew Suszyński) to postać z baśni Królewna Śnieżka.
W Shrek, Magiczne Zwierciadło informuje Lorda Farquaada, że jego królestwo nie jest najwspanialsze na świecie (tak jak w baśni informowało Złą Królową, że nie jest najpiękniejsza). Następnie tłumaczy, że to dlatego, że nie jest królem, a aby nim zostać musi się ożenić, po czym przedstawia mu trzy kandydatki na żonę: Kopciuszka, Śnieżkę i Fionę. Potem pojawia się w sypialni Lorda Farquaada, gdzie wyświetla mu Fionę. Zwierciadło występuje się także pod koniec filmu, na ślubie Shreka i Fiony, będąc już przyjacielem ogra.
W Shrek 2, Zwierciadło służy jako telewizor na bagnie Shreka, w którym baśniowe postacie widzą, jak Shrek zostaje pojmany.
W Shrek Forever, Zwierciadło pojawia się po raz pierwszy w alternatywnym świecie, gdzie jest własnością Rumpelstiltskina, który używa go w celach reklamacji. Gdy Shrek wraca do realnego świata, urządza przyjęcie na swoim bagnie, gdzie pojawia się Magiczne Zwierciadło, gdzie rzuca światło na wielką kulę disco.

### Flecista z Hameln
Flecista z Hameln to postać z baśni o tym samym tytule.
W Shrek, Flecista z Hameln jest jedną z baśniowych postaci wyrzuconych przez Lorda Farquaada na bagno Shreka, a jego muzyce przysłuchują się szczury. Postać ta wygląda wówczas zupełnie inaczej niż ta przedstawiona w filmie Shrek Forever.
W Shrek Forever, Flecista z Hameln pojawia się po raz pierwszy w alternatywnym świecie, gdzie jest wrogiem Shreka i zostaje wynajęty przez Rumpelstiltskina, by zmusić swoją muzyką wszystkie ogry, aby te poszły do jego zamku. Tak też się staje. Gdy Shrek wraca do realnego świata, urządza przyjęcie na swoim bagnie, na którym Flecista z Hameln ponownie jest przyjacielem ogra, tym razem zmuszając do tańca zamkniętego w klatce Rumpelstiltskina.
Grę na flecie w roli Flecisty z Hameln, reprezentował Jeremy Steig – znany flecista jazzowy oraz syn Williama Steiga, który jest autorem ilustrowanej książki Shrek!, będącej inspiracją dla serii filmów o Shreku.

### Młynarz
Młynarz wzorowany jest na angielskiej rymowance The Muffin Man.
W Shrek, Młynarz w oryginalnej wersji językowej jest wspomniany przez Ciastka.
W Shrek 2, Shrek i Ciastek odwiedzają Młynarza i rozkazują mu upiec Mongo.
W Shrek Trzeci, Młynarz pojawia się we wspomnieniach Ciastka, który jak się okazuje, traktował go jak swojego ojca.
W Shrek Forever, Młynarz pojawia się na urodzinach ogrzątek, gdzie piecze dla nich urodzinowy tort.
W Shrek ma wielkie oczy, Młynarz pojawia się w zmyślonej opowieści Ciastka, w której piecze dla niego dziewczynę.

### Robin Hood i wesoła kompania
Mounsier Robin Hood (Janusz Zadura) i jego wesoła kompania to postacie z angielskiej legendy. Mimo to, Robin Hood mówi z francuskim akcentem. Robin Hood jest przystojny i ma czarujący wąsik. Reszta jego bandy cały czas się uśmiecha. Brat Tuck gra na akordeonie. Wszyscy mają na sobie getry, z wyjątkiem Brata Tucka – mnicha.
W Shrek, w przekonaniu że ogr porwał Fionę, Robin Hood chce go zabić, ale Fiona pokonuje całą kompanię zdolnościami walki, nokautując jego samego, gdy ten przewraca się, uderzając boleśnie głową w głaz. Wobec tego zachowanie Robin Hooda to wynik fatalnego nieporozumienia, co nie czyni z niego wroga. Pod koniec filmu, Robin Hood i wesoła kompania tańczy na ślubie Shreka i Fiony, w towarzystwie Kopciuszka. Oznacza to, że ogry mimo wszystko ich polubiły lub też pogodziły się z nimi.

### Mongo
Mongo to gigantyczna forma Ciastka, który traktuje go trochę jak starszego brata. Inspirowany wieloma postaciami: Mongo z Płonące siodła, wielkim dmuchanym mężczyzną z Pogromcy duchów i Godzillą.
W Shrek 2, Shrek udaje się do piekarza, aby ten go upiekł, by móc jak najszybciej dostać się na zamek. Następnie Mongo idzie w stronę zamku, a na jego ramieniu znajdują się Shrek i Ciastek. Gdy trafiają na zamek, gwardia rzuca w niego ognistą kulą, która niszczy mu lukrowany guziczek, przez co ten ryczy jak Godzilla. Następnie wylewają na niego kawę, ale to go nie zatrzymuje. Mongo otwiera most i postaciom udaje się wejść na zamek, lecz w tym momencie gwardia zrzuca na Mongo wrzące mleko i ten odłamuje się i wpada do wody. Ciastek chce mu towarzyszyć przy śmierci, ale nie pozwala na to Pinokio. Ostatnie słowa Mongo do Ciastka brzmią: „Pij mleko!”. Mimo wszystko, będąc już pod wodą, śpiewa wraz z Osłem i Kotem piosenkę Livin’ la Vida Loca.

### Mebelki
Mebelki są odzwierciedleniem żyjących mebli na zamku Bestii w disnejowskiej adaptacji baśni Piękna i Bestia.
W Shrek 2, Wróżka Chrzestna rzuca czar na meble w pokoju Fiony, dzięki czemu te ożywają i śpiewają razem z nią i informują księżniczkę, że może mieć wszystko. Są zszokowane, kiedy ta mówi, że ona niczego nie potrzebuje. Następnie blokują wyjście Shrekowi, gdy ten chce oznajmić Fionie, że Książę z Bajki to nie on.
W Shrek Trzeci, mebelki nie są już żywe, lecz baśniowe postacie barykadują nimi drzwi, kiedy Książę z Bajki chce się dostać na zamek w Zasiedmiogórogrodzie.

### Ginewra
Ginewra (Anna Gajewska) to postać oparta na Ginewrze, żonie Króla Artura. Wyluzowana nastolatka, cały czas żująca gumę. Prawdopodobnie jest dziewczyną Lancelota.
W Shrek Trzeci, Ginewra uczęszcza do tej samej szkoły co Artur. Gdy ten wyznaje jej miłość, ona nie okazuje radości.

### Imelda
Imelda była matką zastępczą Kota i Humpty’ego w sierocińcu. Ze wszystkich swych podopiecznych, szczególną miłością obdarzała właśnie Puszka. Wystąpiła w filmie Kot w butach.

### Złota Gęś
Złota Gęś oparta jest na dwóch baśniowych gęsiach: Złotej Gęsi oraz gęsi znoszącej złote jaja z baśni Jaś i magiczna fasola, na której cały film Kot w butach w części się opierał.
W Kot w butach, zdobycie Złotej Gęsi było największym marzeniem Humpty’ego przez całe życie, gdyż ten pragnął zyskać sławę i bogactwo, dzięki jej złotym jajom. Złota Gęś zostaje porwana przez Puszka, Kitty i Humpty’ego, ale ostatecznie oddają ją z powrotem jej matce.

### Matka Złotej Gęsi
Matka Złotej Gęsi oparta jest na postaci olbrzyma z baśni Jaś i magiczna fasola.
W baśni olbrzym pobiegł za Jasiem po magicznej fasoli, aby odzyskać ukradzione zwierzę. W Kot w butach, dzieje się to samo, z tym że zamiast olbrzyma wykorzystano olbrzymią gęś, będącą matką Złotej Gęsi.

### Suzie
Suzie (Elżbieta Kopocińska-Bednarek) to dziewczyna z piernika, która była niegdyś rzekomo dziewczyną Ciastka.
W Shrek Trzeci, Suzie pojawia się we wspomnieniach Ciastka, gdzie całują się w kinie.
W Pada Shrek, Ciastek opowiada historię, która rzekomo mu się kiedyś przytrafiła w czasie świąt. Był wówczas na randce z Suzie, a oboje służyli jako ciastka zostawione dla Świętego Mikołaja, który później nadchodzi i zjada Suzie na jego oczach. Od tamtej pory, Ciastek panicznie boi się Świętego Mikołaja.
Suzie nie jest wzorowana na żadnej postaci, lecz scena, w której Święty Mikołaj bierze ją do ręki przypomina scenę z King Konga. Ponadto, Mikołaj nie mówi, a wydaje odgłosy goryla.

### Sugar
Sugar (Dominika Kluźniak) jest dziewczyną z piernika, występującą w zmyślonej opowieści Ciastka, pt. „Narzeczona Ciastka” (parodia Narzeczonej Frankensteina).
W Shrek ma wielkie oczy, Ciastek opowiada wymienioną powyżej historię o tym jak młynarz upiekł mu dziewczynę, ale Ciastek dosypał za dużo cukru, wobec czego dziewczyna otaczała go za dużą miłością. Ciastek wrzucił ją do działającej maszyny, w której upiekły się kolejne setki takich samych dziewczyn, które ostatecznie go zjadły. Gdy prawda wychodzi na jaw, Ciastek ze wstydu ucieka.

### Sumienie Pinokia
Sumienie Pinokia (Wojciech Paszkowski) to świerszcz, będący postacią z powieści Pinokio.
W Shrek ma wielkie oczy, Shrek opowiada historię „Shrekzorcysta” (parodia Egzorcysty), w której ogr poszedł do Geppetta, proszącego o pomoc nad opieką Pinokia, który zaczął się dziwnie zachowywać. Kukiełka wymiotuje na Shreka i uderza go w krocze. Ogr wyrzuca go przez okno, a wtedy z ucha Pinokia wyskakuje świerszcz, który mówi, że jest jego sumieniem i to właśnie on kazał mu to robić. Pinokio zadeptuje go. Choć kukiełka twierdzi, że historia jest zmyślona, na widok zwykłego świerszcza w ręce Shreka, ucieka.

### Antoni „Jack” Fasola
Jack Fasola to postać z powieści Jaś i magiczna fasola. Występuje w filmie Kot w butach. Jest już staruszkiem z długą brodą, zamkniętym w więzieniu, i opowiada Kotu o magicznej fasoli. Gdy Kitty uwalnia Puszka, Jack ucieka razem z nimi.

## Postacie epizodyczne

### Siedmiu krasnoludków
Siedmiu krasnoludków to postacie z baśni Królewna Śnieżka.
W Shrek, są jednymi z baśniowych postaci, wyrzuconych przez Farquaada na bagno Shreka. Wówczas chcą położyć trumnę ze Śnieżką na stole. Pod koniec filmu tańczą na ślubie Shreka i Fiony, będąc już przyjaciółmi ogra.
W Shrek 4-D, krasnoludki pojawiają się dopiero pod koniec filmu, gdy Shrek i Fiona urządzają imprezkę na zamku.
W Shrek 2, krasnoludki pojawiają się podczas miesiąca miodowego Shreka i Fiony, gdzie tworzą obrączkę dla Fiony z napisem „I Love You” (aluzja do sceny z Władcy Pierścieni).
W Shrek Trzeci, Śnieżka wręcza Fionie jednego z krasnoludków (prawdopodobnie Gburka) jako prezent z okazji jej ciąży, by karmił jej dziecko. Pod koniec filmu, krasnoludek zjawia się na bagnie Shreka, który nie wpuszcza go i wkłada mu do ust butelkę z mlekiem.
W Shrek ma wielkie oczy, krasnoludki zostają obrzuceni jajkami przez Shreka, Fionę i ich dzieci, pod koniec filmu.

### Geppetto
Geppetto (Andrzej Gawroński) to postać z powieści Pinokio.
W Shrek, Geppetto sprzedaje Pinokia dla armii Farquaada. Dostaje za niego 5 szylingów.
W Shrek Forever, Geppetto pojawia się w alternatywnym świecie, gdzie Pinokio przebiera go za Shreka, po tym jak Rumpelstiltskin ogłasza, że spełni życzenie osoby, która mu go zaniesie. Rumpelstiltskin nie daje się jednak nabrać.
W Shrek ma wielkie oczy, Geppetto pojawia się w historii opowiadanej przez Shreka, pt. „Shrekzorcysta” (parodia Egzorcysty).

### Dzwoneczek
Dzwoneczek to postać z powieści Piotruś Pan.
W filmie Shrek, Piotruś Pan chce ją sprzedać dla armii Farquaada. Właścicielka Osła przypadkowo uderza w klatkę z nią i magiczny pył spada na Osła, który w efekcie zaczyna latać.
W Shrek 4-D, Dzwoneczek zostaje złapany przez język żaby, ale odczepia się i uderza w mapę Shreka, a następnie w Osła, które w efekcie zaczynają latać. Występuje także pod koniec filmu, gdy Shrek i Fiona robią imprezkę na zamku. Shrek otwiera szampana, a korek uderza w nią.
W filmie Shrek 2, podczas miesiąca miodowego Shreka i Fiony, Dzwoneczek i inne podobne do niej wróżki służyły jako oświetlenie w trakcie kąpieli błotnej ogrów. Pod koniec filmu tańczy razem z Ciastkiem w rytm Livin’ la Vida Loca.

### Piotruś Pan
Piotruś Pan to postać z powieści o tym samym tytule.
W filmie Shrek, chce sprzedać Dzwoneczka dla armii Farquaada.
W filmie Shrek Trzeci, postać się wprawdzie nie pojawia, jednakże podczas napadu na Zasiedmiogórogród, Kapitan Hak myli z nim pewnego uciekającego chłopca na ulicy, który w rzeczywistości ma na imię Tomek.

### Trzy Misie
Trzy Misie to postacie z baśni Złotowłosa i Trzy Misie. Występują w filmie Shrek, gdzie rycerze Lorda Farquaad'a zamykają je w klatkach. Na bagno Shreka zostają już wysłani jedynie ojciec z synem, którzy później pojawiają się też podczas ślubu Shreka i Fiony. Mama Miś zostaje zabita i ozdabia podłogę w sypialni Farquaada.

### Trzy kolorowe wróżki
Trzy kolorowe wróżki to postacie z disnejowskiej adaptacji baśni Śpiąca Królewna. Występują w filmie Shrek, gdzie są jednymi z baśniowych postaci, wyrzuconych przez Farquaada na bagno Shreka. Na widok ogra, uciekają do namiotu. Pod koniec filmu, podczas ślubu Shreka i Fiony, jedna z nich zamienia cebulę w karocę, a Trzy Ślepe Myszy w konie i stangreta, wobec czego ogrza para może jechać w podróż poślubną.

### Starsza Pani i jej dzieci mieszkający w bucie
Starsza Pani i jej dzieci mieszkający w bucie to postacie z angielskiej rymowanki There Was an Old Woman Who Lived in a Shoe. Występują w filmie Shrek, gdzie są jednymi z baśniowych postaci, wyrzuconych przez Farquaada na bagno Shreka.

### Czerwony Kapturek
Czerwony Kapturek to postać z baśni o tym samym tytule.
W Shrek 2, podczas miesiąca miodowego Shreka i Fiony, Czerwony Kapturek idzie do domku z piernika (zgodnie z baśnią szła do chorej babci), w którym przebywają ogry, ale ucieka na ich widok, zostawiając koszyk z jedzeniem.
W Shrek Trzeci, postać podobna do Czerwonego Kapturka pojawia się w „Karczmie Pod Zatrutym Jabłkiem”, jak również podczas napadu na Zasiedmiogórogród przez Księcia z Bajki. Jest jednak mało prawdopodobne, aby był to Czerwony Kapturek, gdyż ta postać nie była czarnym charakterem.

### Mała Syrenka
Mała Syrenka to postać z baśni o tym samym tytule. Występuje w filmie Shrek 2, podczas miesiąca miodowego Shreka i Fiony, kiedy to wynurza się z fal i zastępuje Fionę w całowaniu Shreka na plaży. Wściekła Fiona łapie syrenkę za ogon i rzuca do wody, gdzie pożerają ją rekiny.

### Sexy Zdziś
Sexy Zdziś to woźnica Wróżki Chrzestnej, najprawdopodobniej parodia stangreta z baśni Kopciuszek. Występuje w filmie Shrek 2.

### Ochroniarze Wróżki Chrzestnej
Ochroniarze Wróżki Chrzestnej to najprawdopodobniej parodia lokajów z baśni Kopciuszek. Są wysocy, świetnie zbudowani, łysi i rozkraczeni. Występują w filmie Shrek 2.

### Żaba w „Karczmie Pod Zatrutym Jabłkiem”
Żaba w „Karczmie Pod Zatrutym Jabłkiem” to najprawdopodobniej postać z baśni Calineczka, pojawia się w filmie Shrek 2. Gdy Król Harold idzie do wymienionej karczmy, zwierzę mówi do niego: „Żabciu, my się chyba znamy prawda?”. Choć król protestuje, jest to bardzo możliwe, gdyż pod koniec filmu, okazuje się on być żabą.

### Wieśniaczki, które znalazły Shreka jako człowieka w stajni
Wieśniaczki, które znalazły Shreka jako człowieka w stajni występują w filmie Shrek 2. Najprawdopodobniej są odzwierciedleniem trzech blondynek z disnejowskiej adaptacji baśni Piękna i Bestia, gdyż podobnym wzrokiem patrzą na Shreka, jak tamte patrzyły na przystojnego Gastona.

### Jaś i Małgosia
Jaś i Małgosia to postacie z baśni o tym samym tytule. Występują w filmie Shrek 2, gdzie idąc po czerwonym dywanie na balu, rzucają okruchy z chleba (zgodnie z baśnią, rzucali okruchy z chleba, aby później podążając za nimi, dotrzeć do domu).

### Tomcio Paluch i Calineczka
Tomcio Paluch i Calineczka to postacie dwóch osobnych baśni: Tomcio Paluch i Calineczka. Jedyne co je łączy to wzrost wielkości kciuka. Występują w filmie Shrek 2, gdzie idąc po czerwonym dywanie na balu, zostają zmieceni przez sprzątacza, który ich nie zauważa. Przedtem Tomcio wysuwa Calineczkę przed siebie.

### Wendy
Wendy to postać z powieści Piotruś Pan. W rzeczywistości nie pojawia się w żadnej części Shreka, ale w filmie Shrek Trzeci, podczas napadu na Zasiedmiogórogród, Kapitan Hak myli z nią pewną uciekającą kobietę na ulicy.

### Córka Cyklopa
Córka Cyklopa występuje w filmie Shrek Trzeci. Podobnie jak jej ojciec, ma jedno oko na środku czoła. Bardzo kocha ojca, a on ją. Przygląda się jego pracy.

### Chłopiec proszący Shreka o ryczenie
Chłopiec proszący Shreka o ryczenie to najprawdopodobniej odzwierciedlenie tytułowej postaci kreskówki Świat według Ludwiczka. Występuje w filmie Shrek Forever, gdzie podczas urodzin ogrzątek, trzykrotnie mówi do Shreka: „No zarycz, no!”. Gdy Shrek już ryczy, chłopiec mówi do swojego ojca: „Kocham cię, tato!”. Pod koniec filmu, gdy Shrek wraca do realnego świata i urządza przyjęcie na bagnie, ten siedzi na grzbiecie jednego ze Smosiołków.